# Área cultural andina

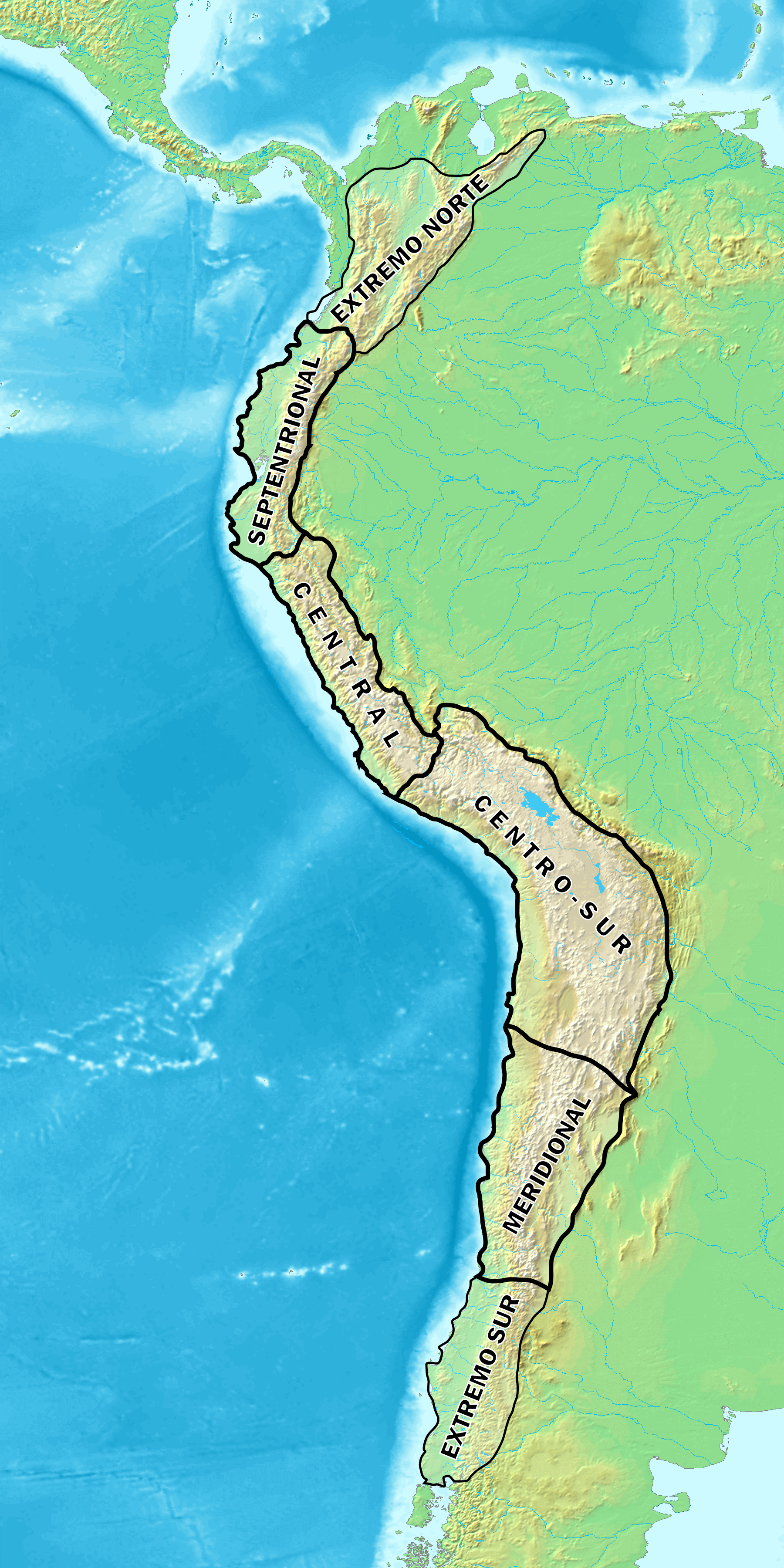
Áreas culturales andinas.

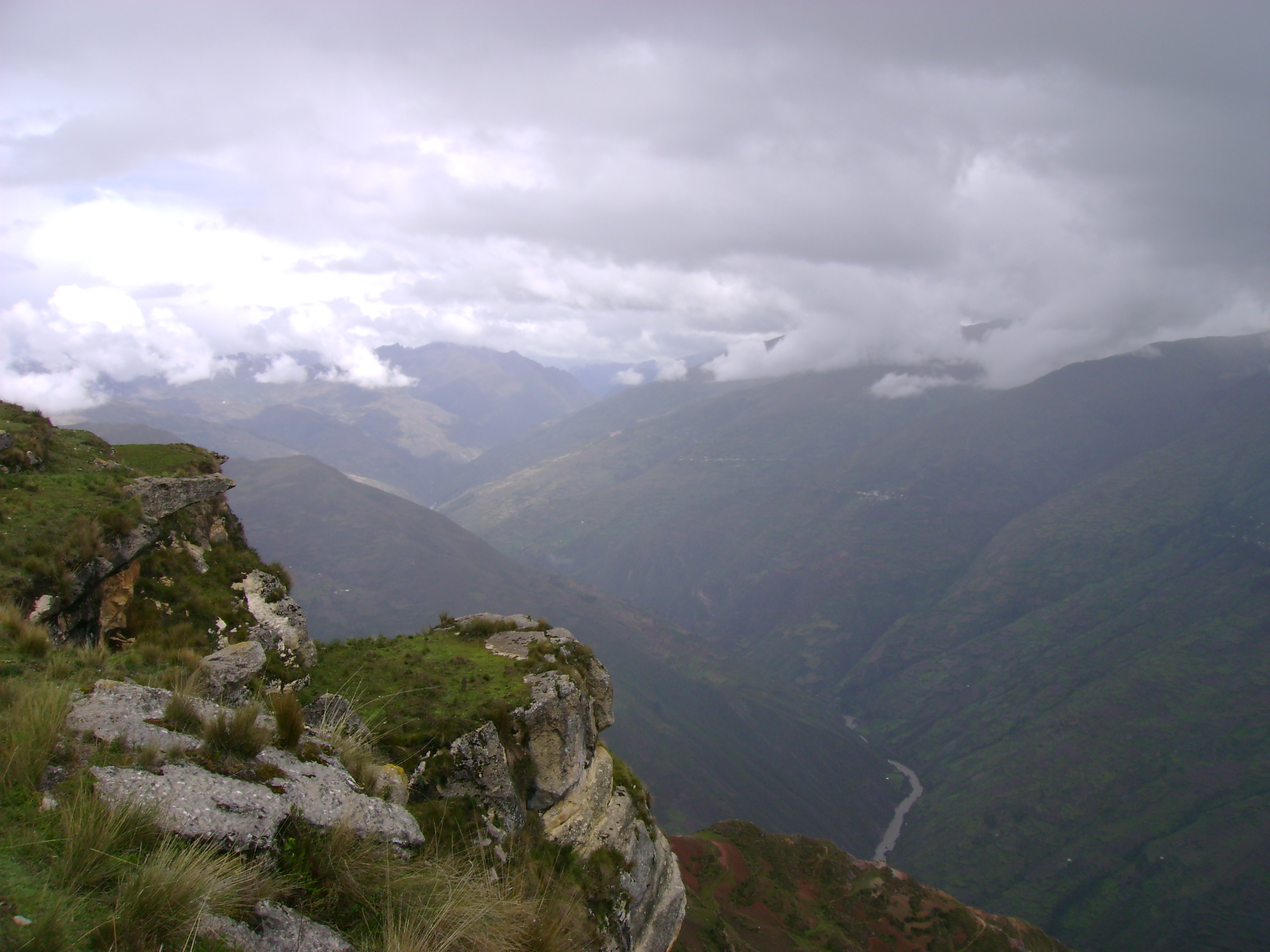
Cuenca alta del Marañón

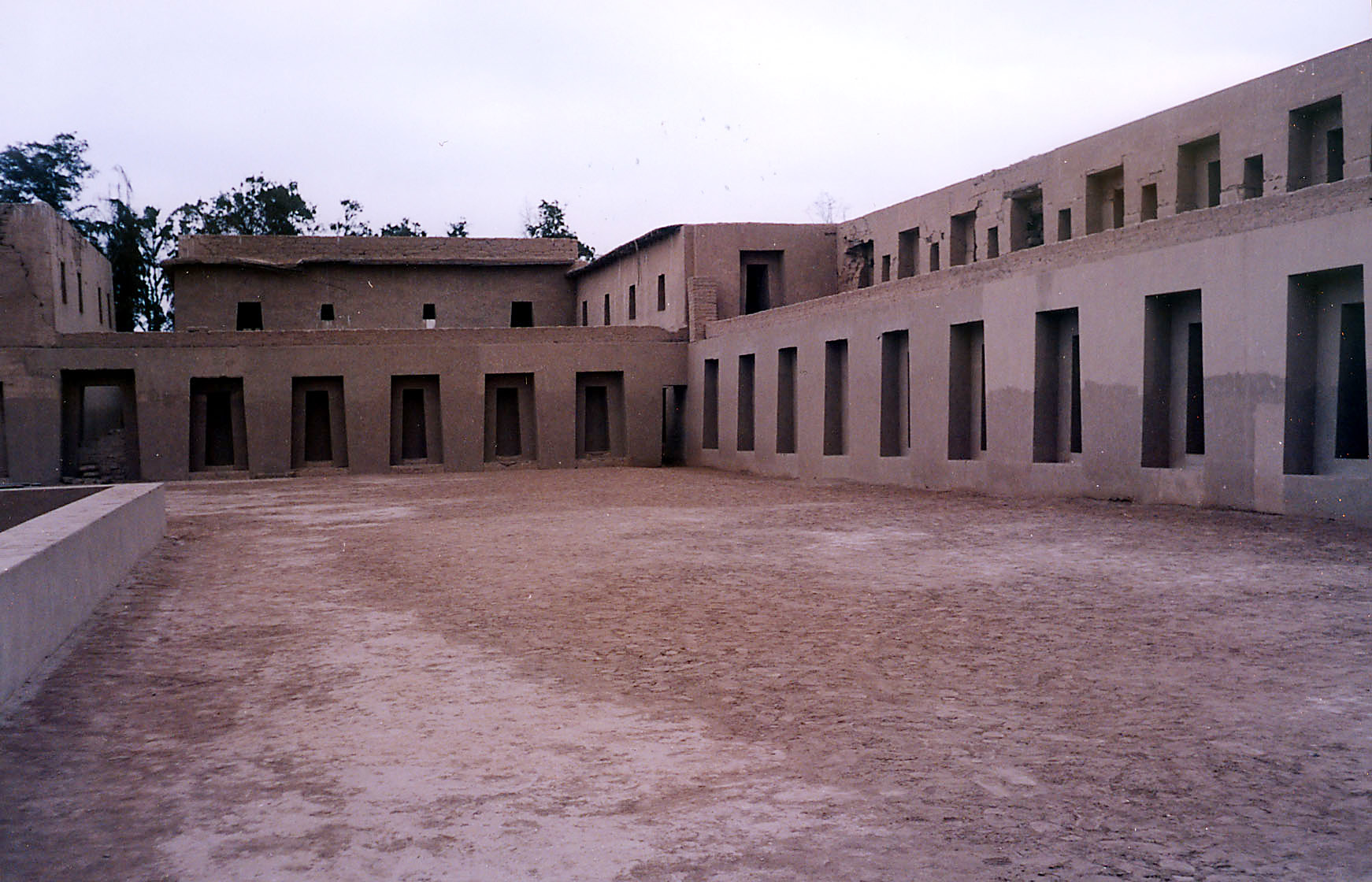
Acllahuasi en Pachacamác. Fue construido durante el Imperio incaico para alojar a las acllas y mamacunas.

El mundo andino o área cultural andina es un área cultural de tiempos precolombinos circunscrita a la región central de la cordillera de los Andes, en la cual se desarrollaron las sociedades más complejas civilizaciones de América del Sur, las civilizaciones andinas.  Su "área de influencia" aproximada va desde el centro-sur de Chile y Mendoza en Argentina, por el sur, hasta el sur de Colombia, así como las sociedades herederas de las mismas. Se superpone en el norte con lo que tradicionalmente se conoce como Área Intermedia.  
El concepto de Área Andina fue objeto de discusión a mediados del siglo XX. Bennet y Bird establecieron un área de co- tradición andina circunscrita principalmente a los Andes Centrales y la existencia de un área "Intermedia" situada al norte de la cuenca de Cajamarca en Perú. Este enfoque, que es válido para la arqueología peruana, no alcanza a todas las sociedades complejas surgidas en todos los Andes antes de la Conquista Europea. 
En ese sentido, en cambio, surge el enfoque macro andino postulado por Luis Lumbreras en 1981 quien establece lo que actualmente se conoce como Área Cultural Andina. Esta área cultural es
consecuencia de una relación de interdependencia provocada por un régimen de vida de origen agrícola; por tanto no es aplicable a etapas pre agrícolas y tampoco lo será para niveles sociales basados, por ejemplo, en la industria (Lumbreras, 1981 pp. 41-43)
Un factor que une a todos los pueblos de esta área, según Lumbreras es que la relación de estos con el medio ambiente se resuelve a través de una constante mar - cordillera - bosque tropical, que configura una racionalidad económica integracionista de corte transversal al eje geográfico de la Cordillera (op cit. pp. 16)
Sin embargo existen diferencias y grados de complejidad en el desarrollo social y político de las culturas desarrolladas en el área andina expresadas en sub-áreas.

## Subáreas

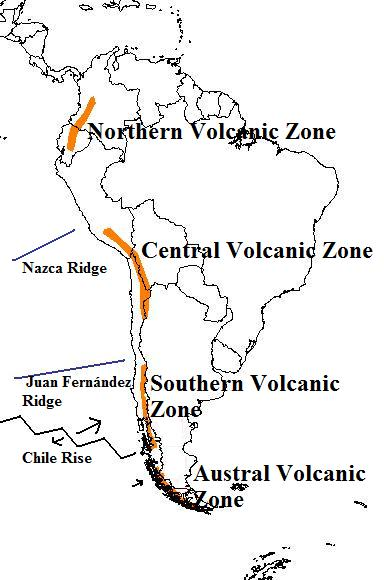
Zonas volcánicas de los Andes donde se desarrollaron culturas prehispánicas. En el norte, los señoríos étnicos de Ecuador, en el centro los reinos aimaras y los Incas, y en el sur las culturas prehispánicas de Chile. A esto se suman los andes orientales donde se desarrollaron los muiscas y los occidentales donde estuvieron los quimbayas.

Los límites de estas subáreas culturales no coinciden con las fronteras de las modernas repúblicas andinas.
Extremo NorteIncluye las cuencas andinas del Magdalena y el Cauca (Colombia), el altiplano de Bogotá, la costa colombiana y parte del oeste de Venezuela. En su territorio se desarrollan las culturas regionales colombianas, incluyendo las de Quimbaya, Tairona, San Agustín, Tierra Adentro y Chibcha. En esta sub área se habría inventado la cerámica en Sudamérica. Predomina el ecosistema de páramo.
Área andina septentrionalConstituidos principalmente por el territorio ecuatoriano, el extremo suroccidente de Colombia y el extremo norte peruano. Las culturas más conocidas incluyen las antiquísimas Valdivia, poseedora de una de las cerámicas más antiguas de América (3600 a. C.), y Mayo-Chinchipe; la civilización Manteña-huancavilca y la cultura Milagro en la costa, y los reinos tardíos de Caranqui-Cayambe y Cañar. El desarrollo de la cultura Vicus, que pertenece a esta área está sin embargo profundamente ligada a la sub área siguiente.
Área andina centralUbicada en el Perú (aunque su influencia se percibe fuertemente en los Andes septentrionales y centro-sur). Las zonas altoandinas están dominadas por el ecosistema de puna y la costa es árida. Es considerada junto con el área centro sur la que mayor desarrollo cultural alcanzó. Incluye una vasta historia donde destacan las culturas de Supe, chavín, moche, nazca, recuay, wari, chimú, chachapoya e inca, entre muchas otras.
Área andina centro-sur (Área Circun Titicaca)Incluye el extremo sur peruano, Bolivia, el norte grande chileno y parte del noreste argentino. Su zona altoandina está dominada por la Meseta del Collao. Su costa es la más árida de Sudamérica. Es el escenario de las culturas Chinchorro, Pucará, las culturas atacameñas, Tiwanaku y los reinos aimaras.
Área andina meridionalOcupan el Chile Central y buena parte del noroeste argentino.
Extremo surOcupa lo que tradicionalmente se ha identificado como Araucanía.

## Galería

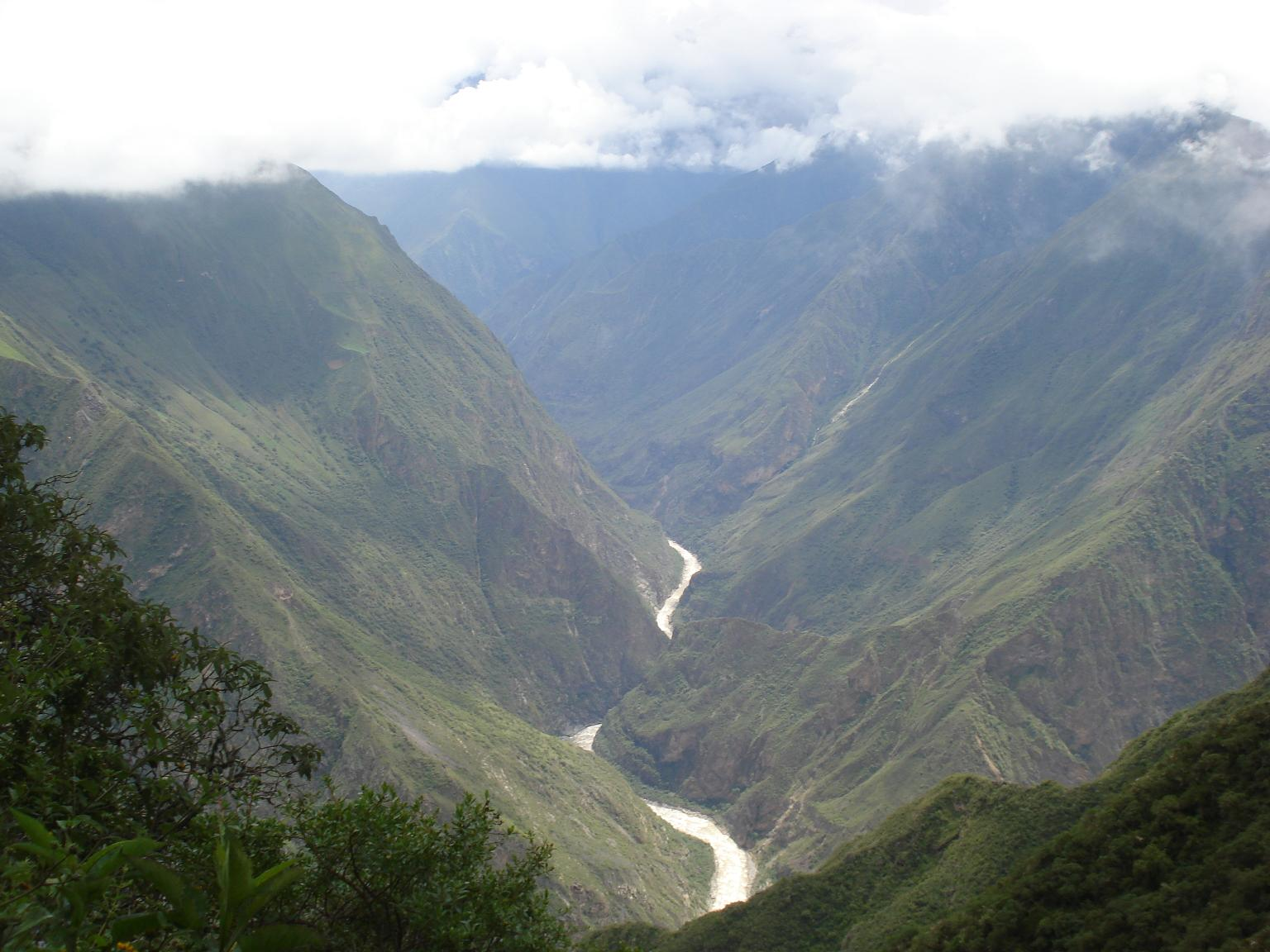
Cañón del Apurímac
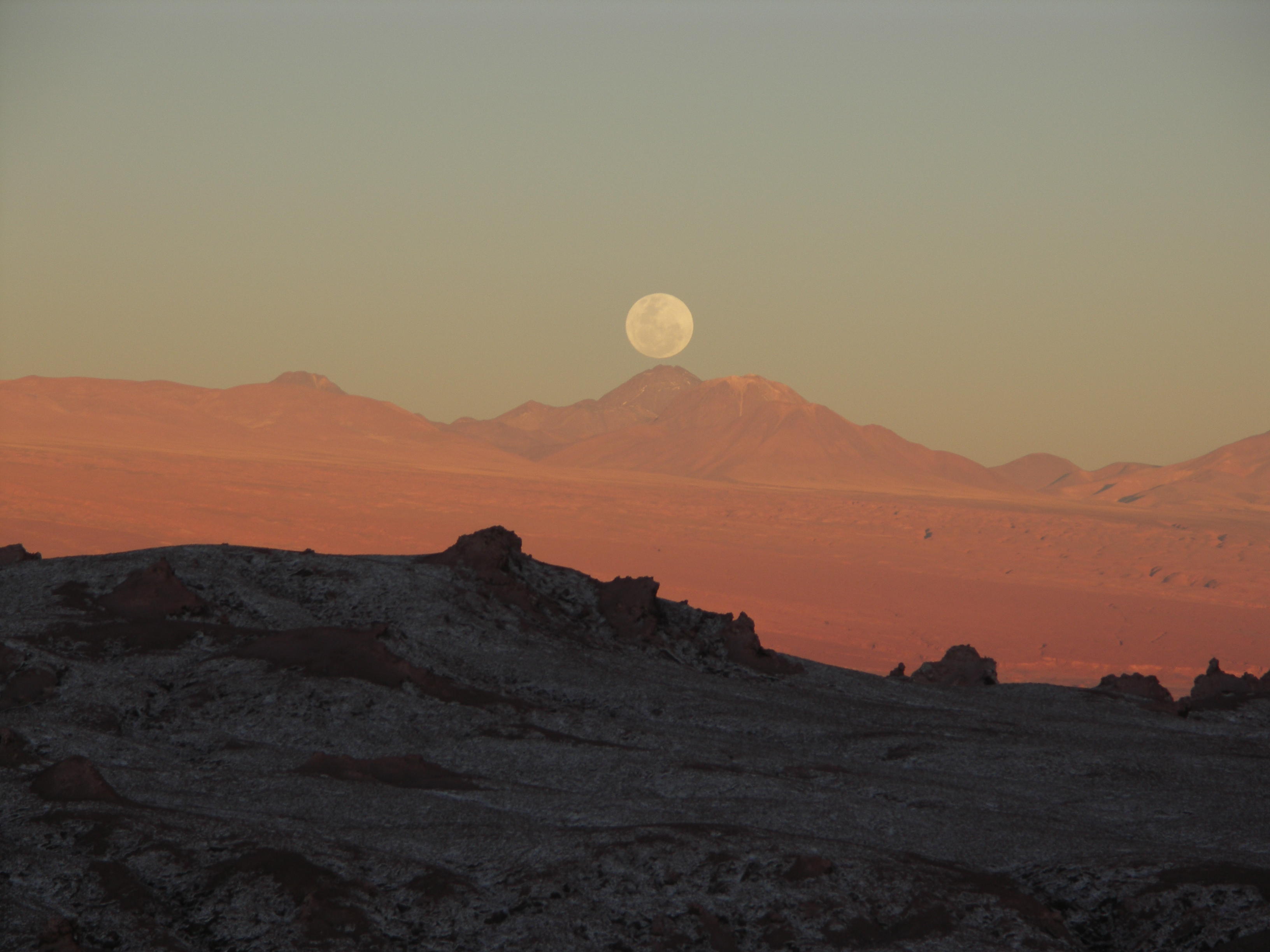
Atardecer en el valle de la Luna
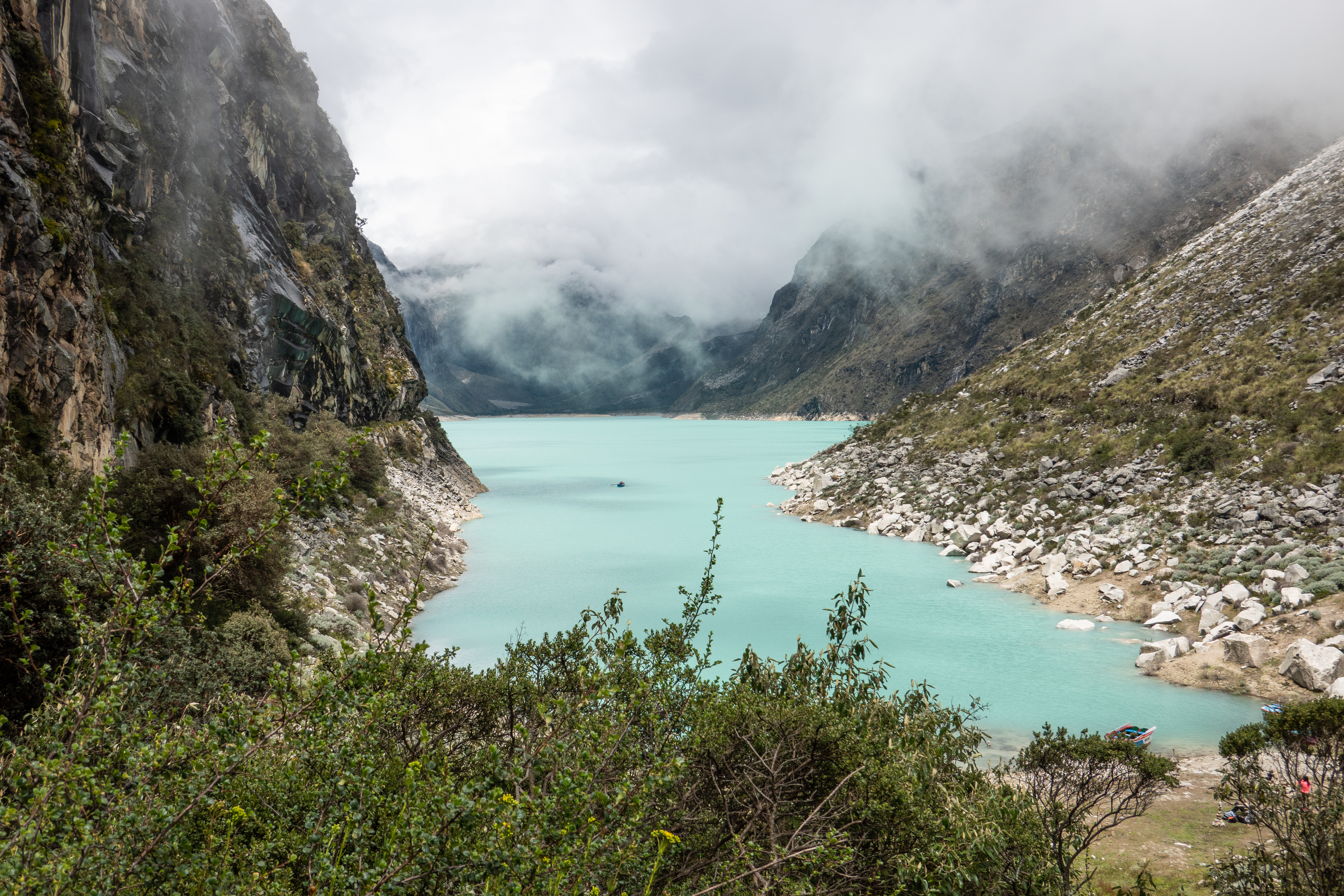
Laguna Parón
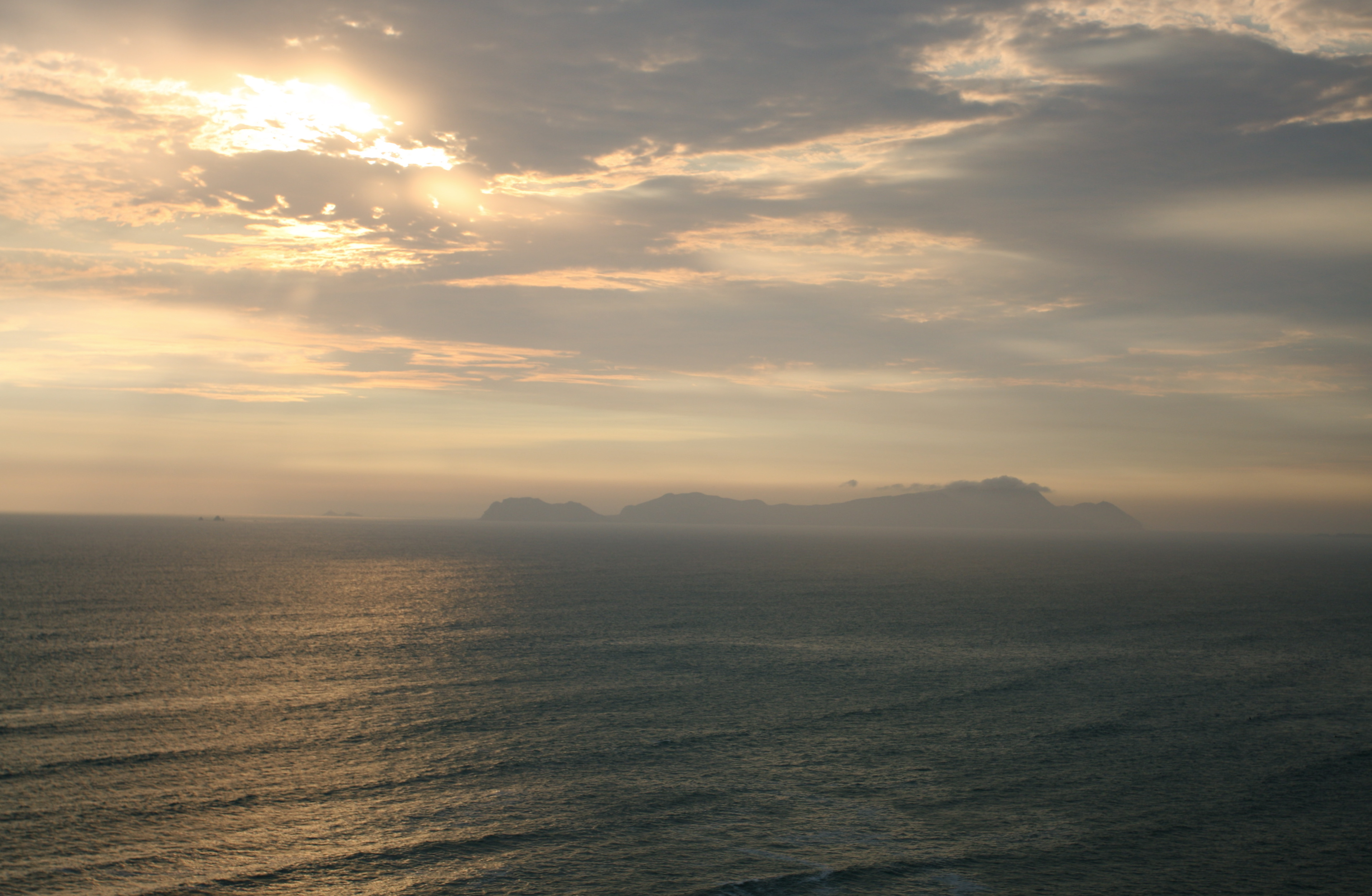
Isla San Lorenzo, llamada en tiempos precolombinos como Sina o Huachac
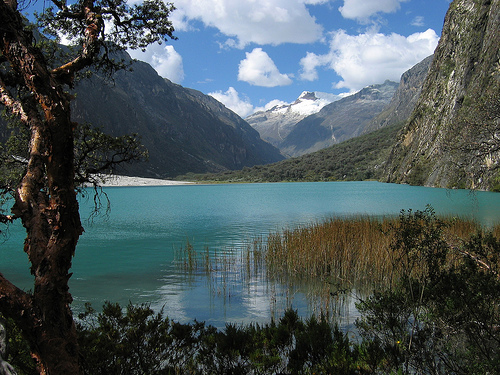
Quebrada de Llanganuco
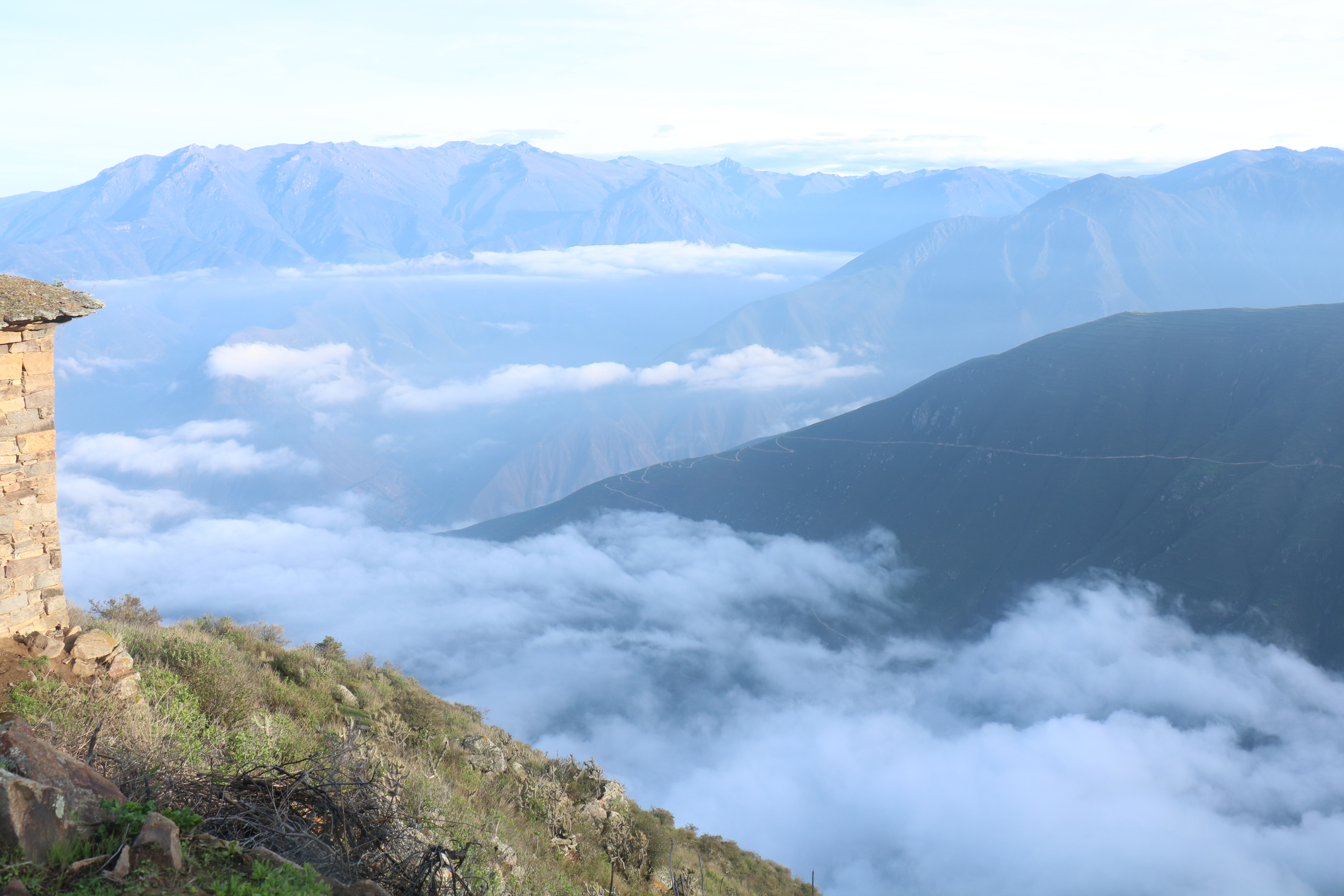
Alrededores de Rúpac
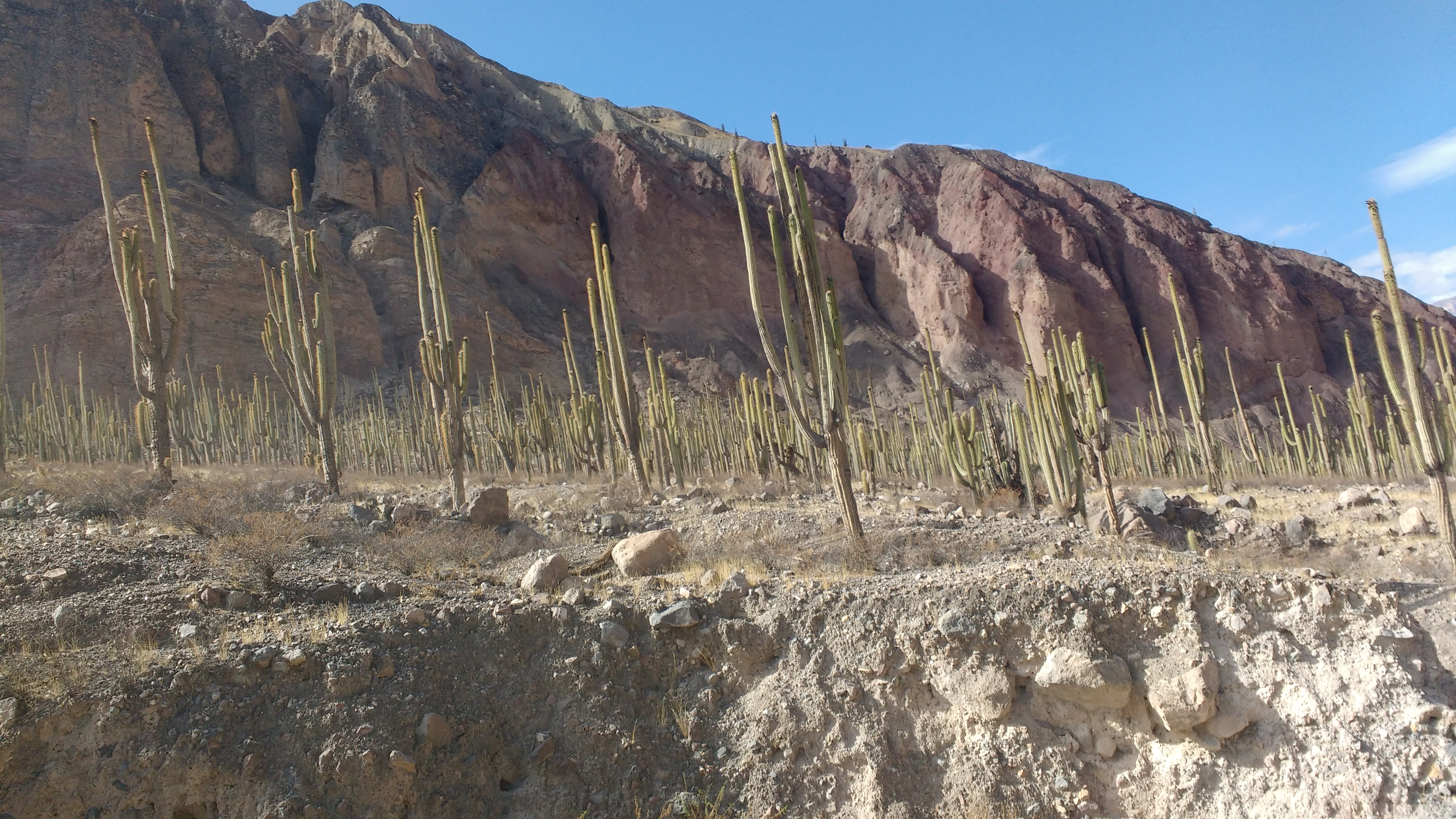
Bosque de cactáceas en el cañón del Cotahuasi
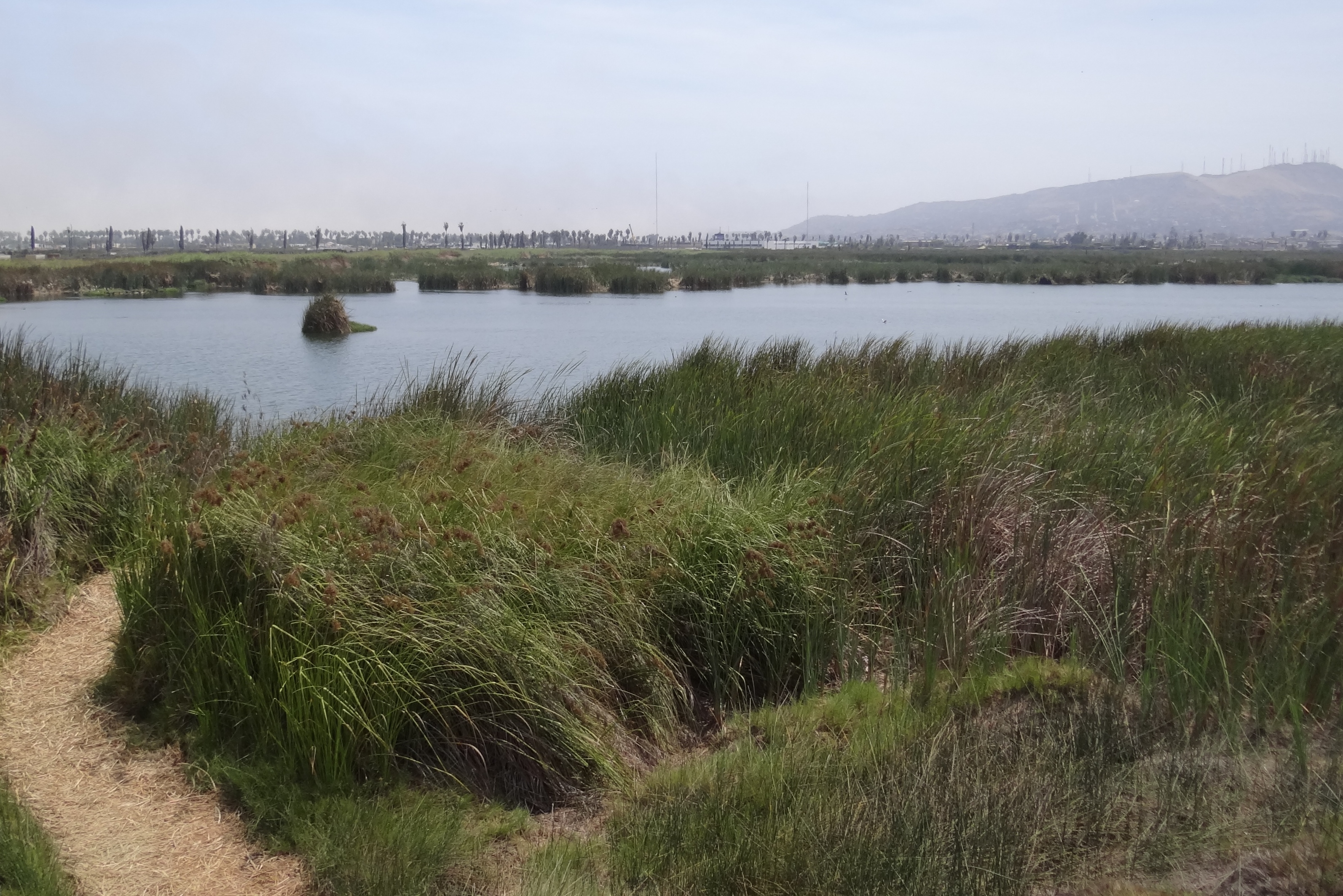
Pantanos de Villa
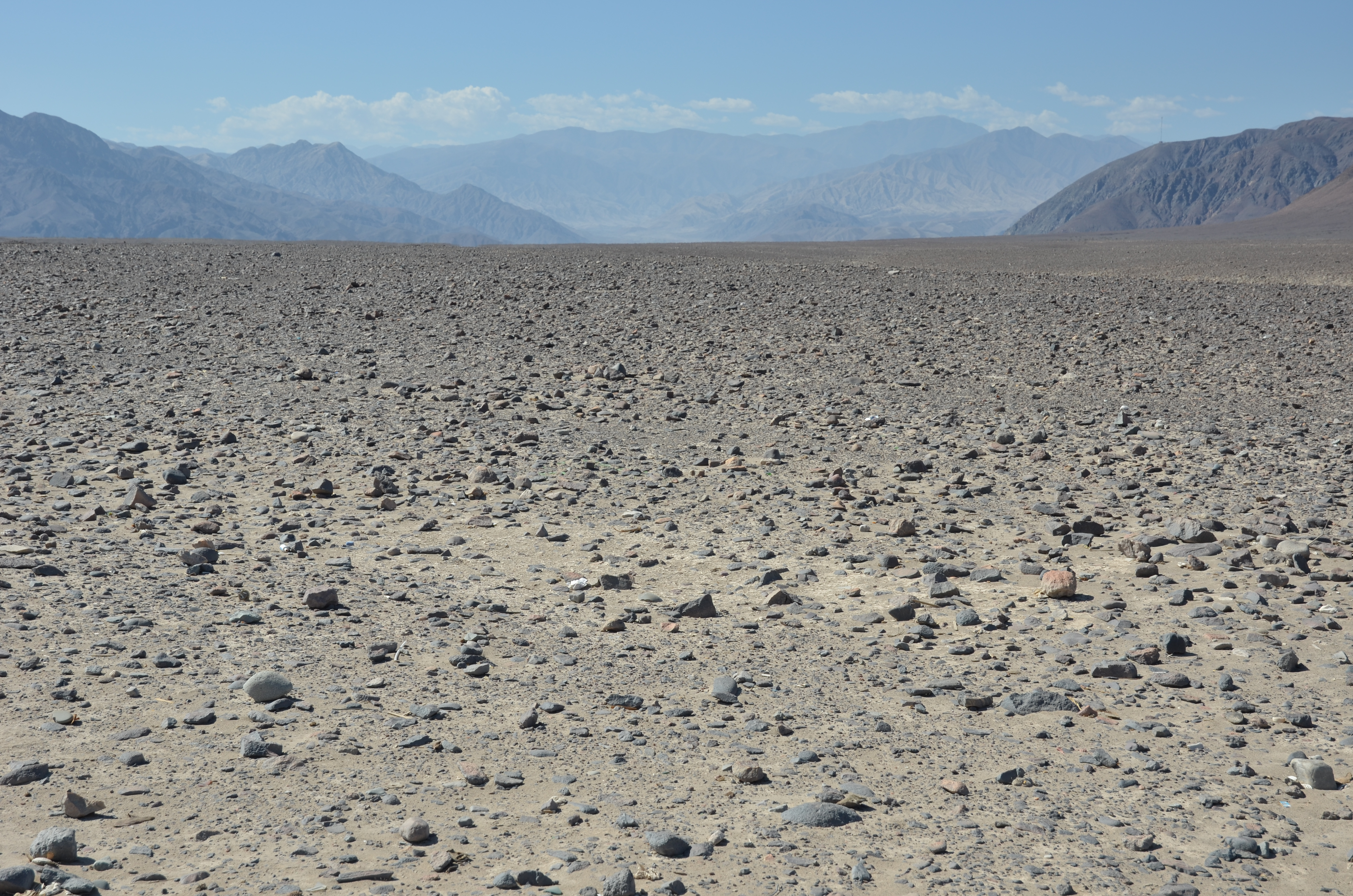
Desierto de Nazca
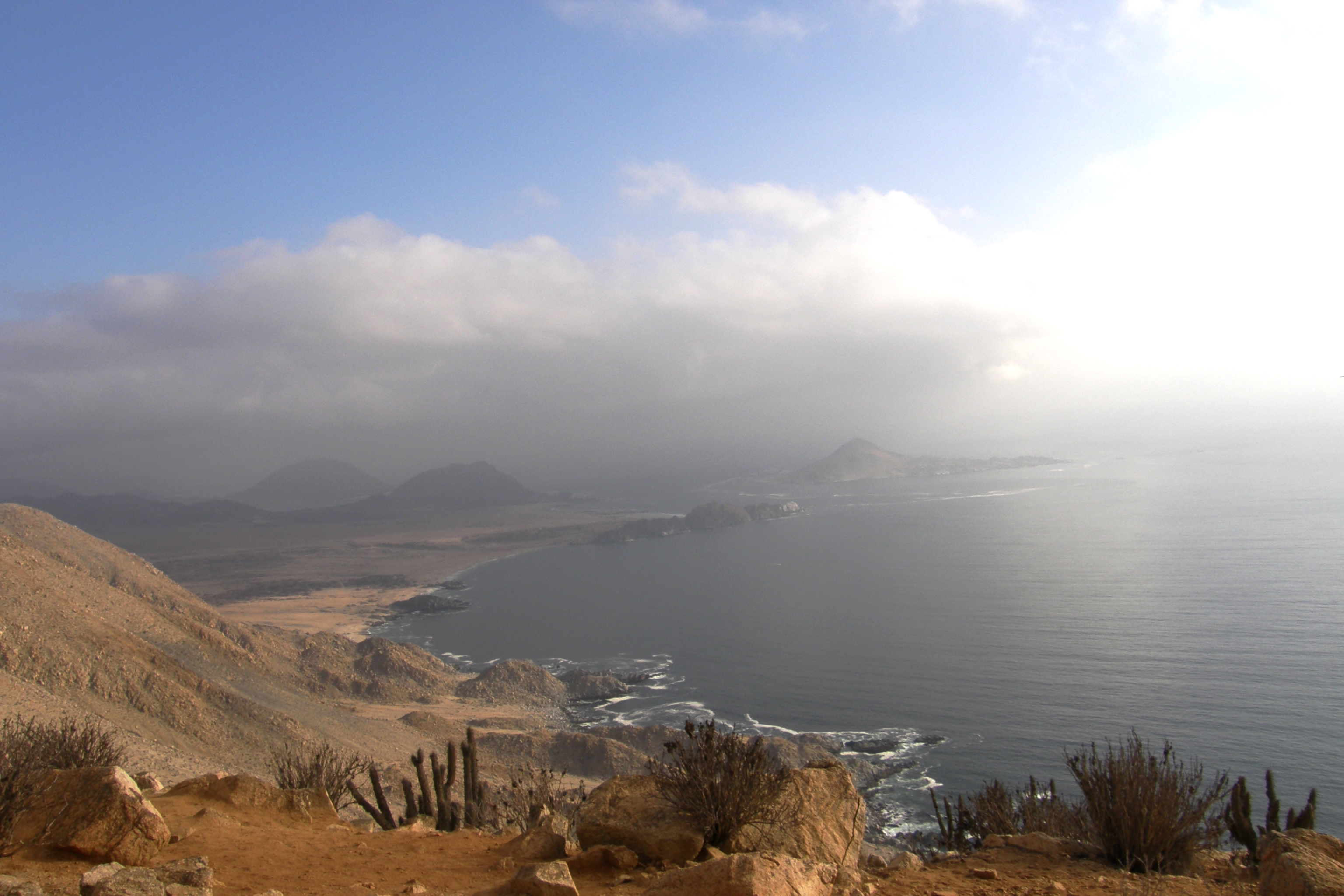
Parque nacional Pan de Azúcar
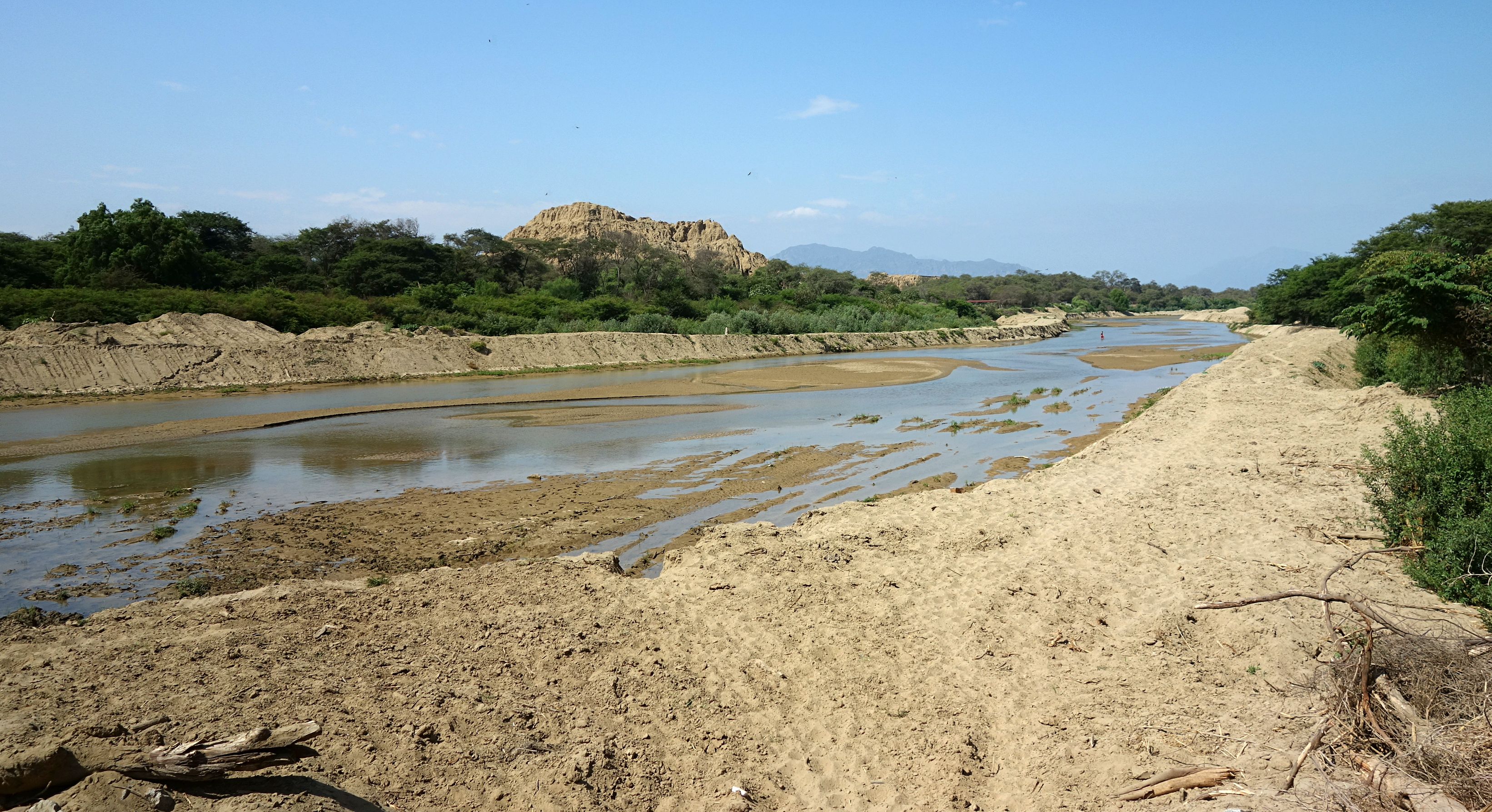
Bosques de Pómac
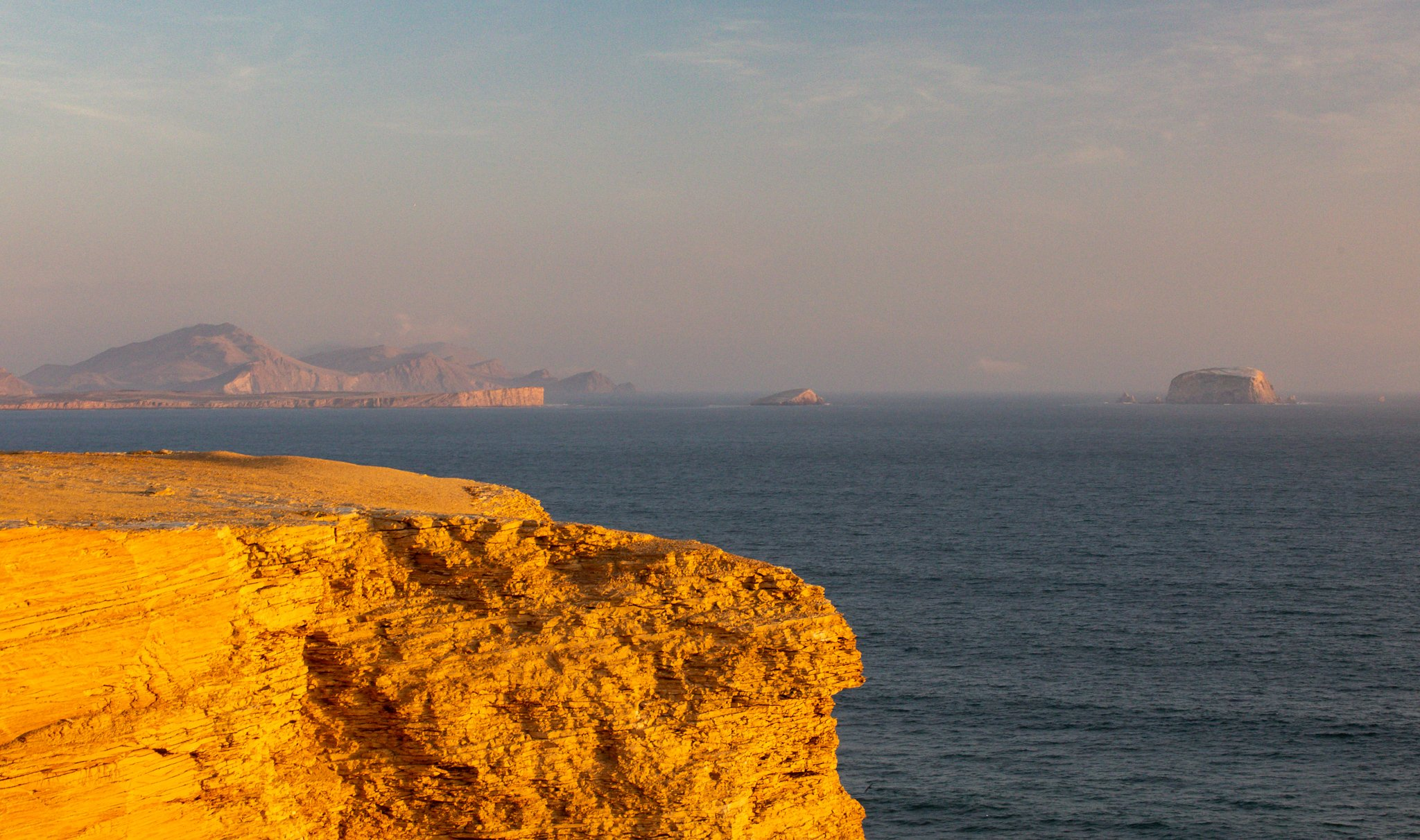
Acantilados costeros en Paracas
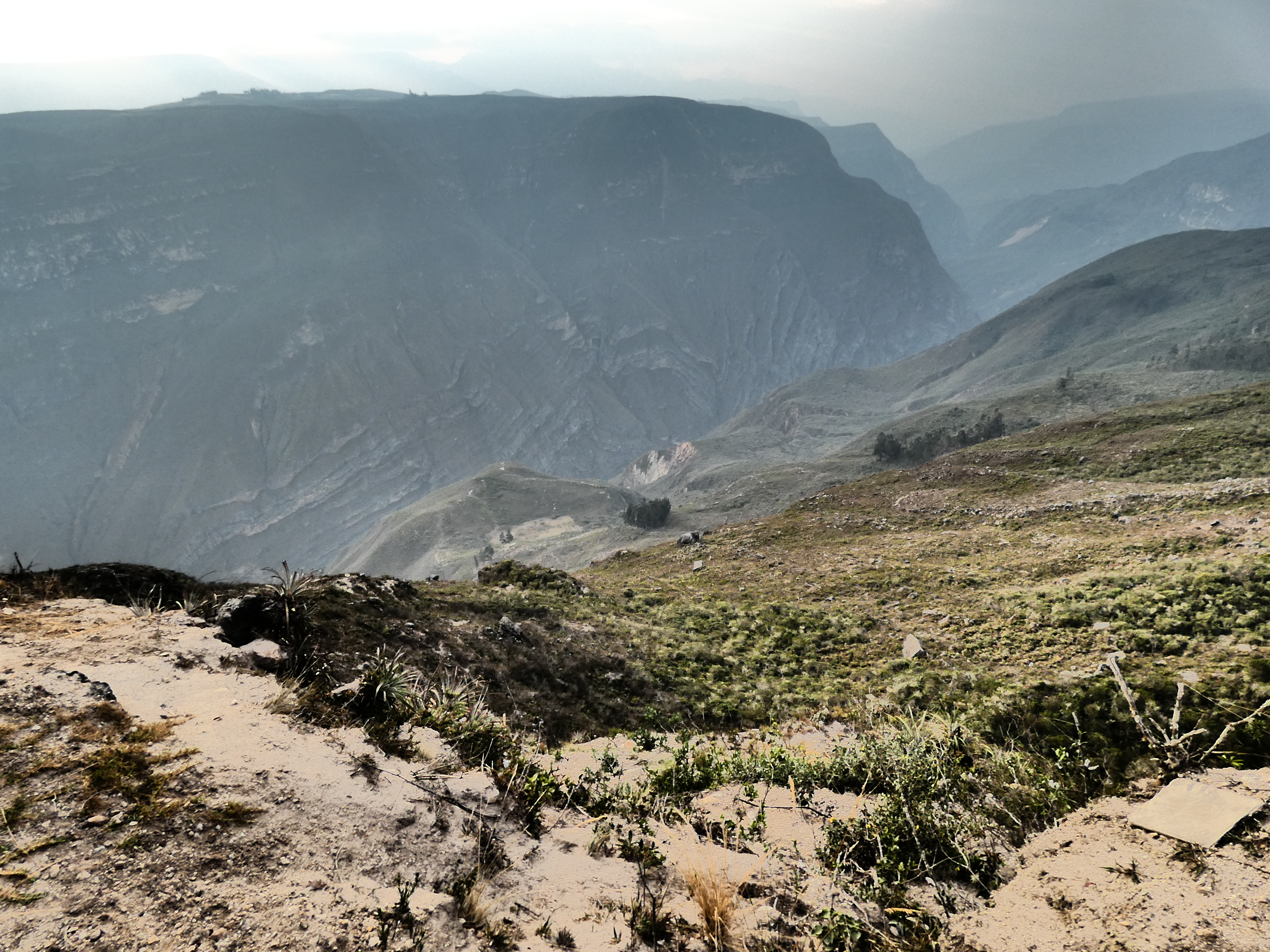
Cañón del Sonche
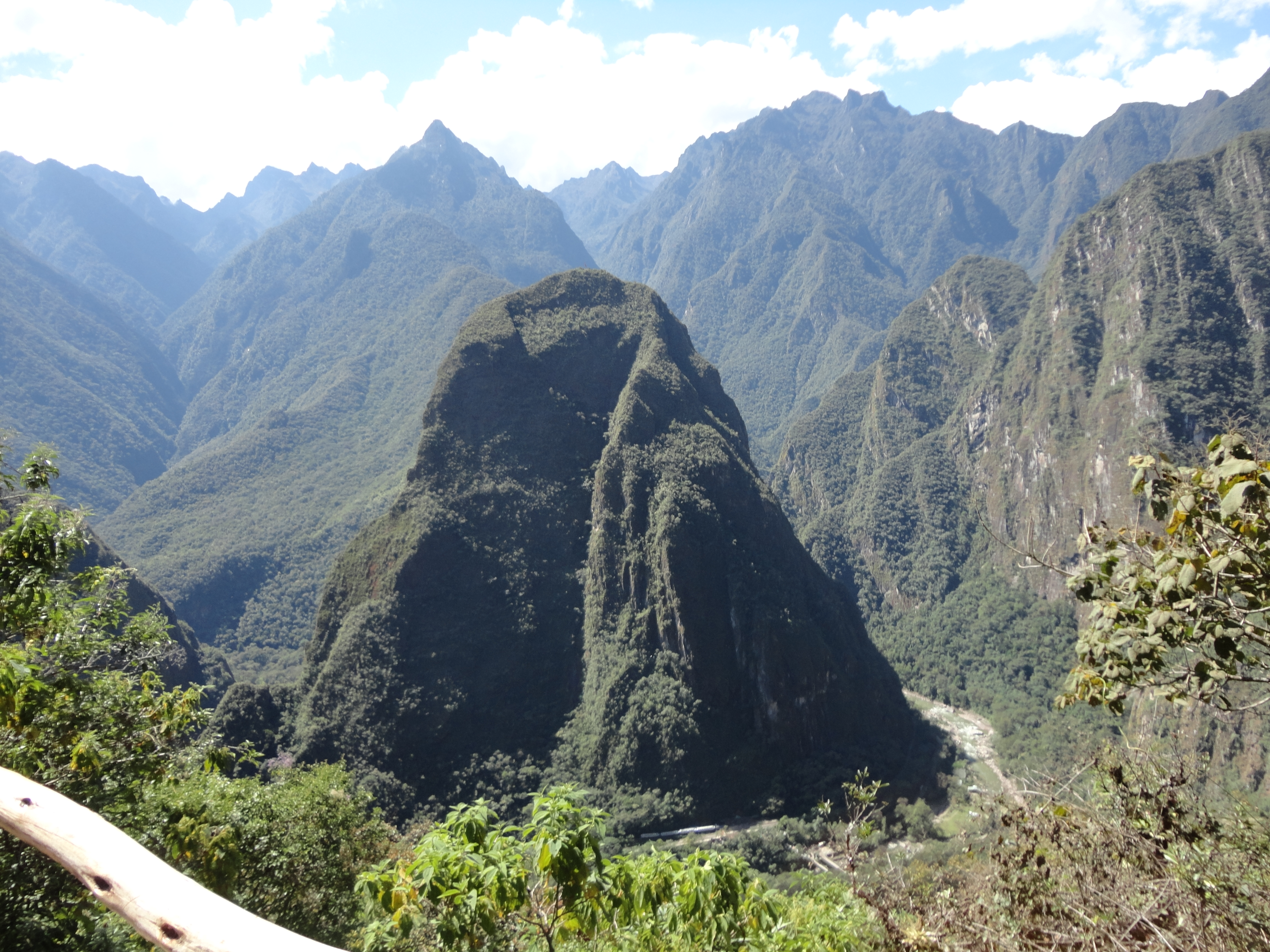
Montaña Putucusi, vista desde Machu Picchu
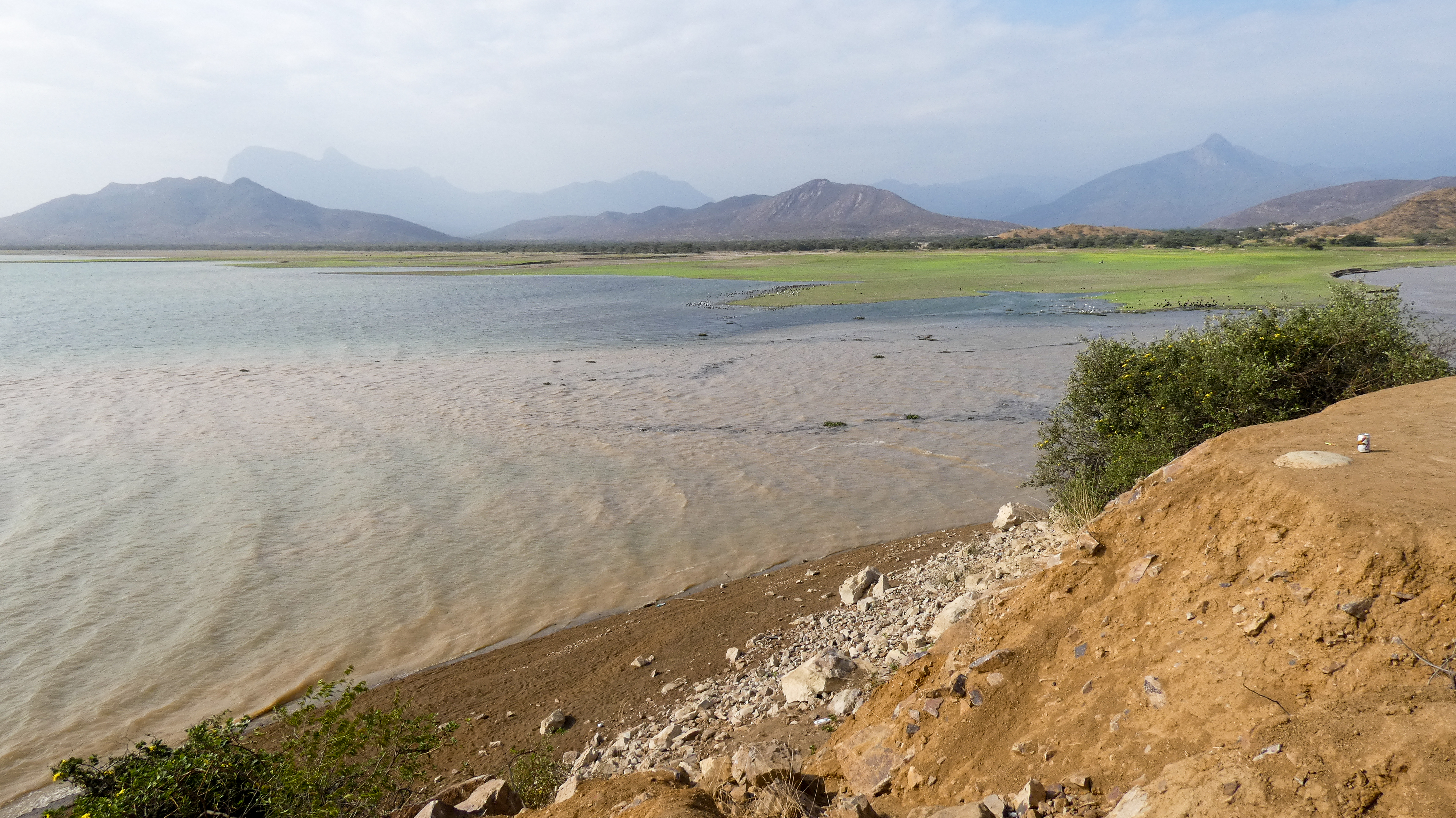
Reservorio Tinajones
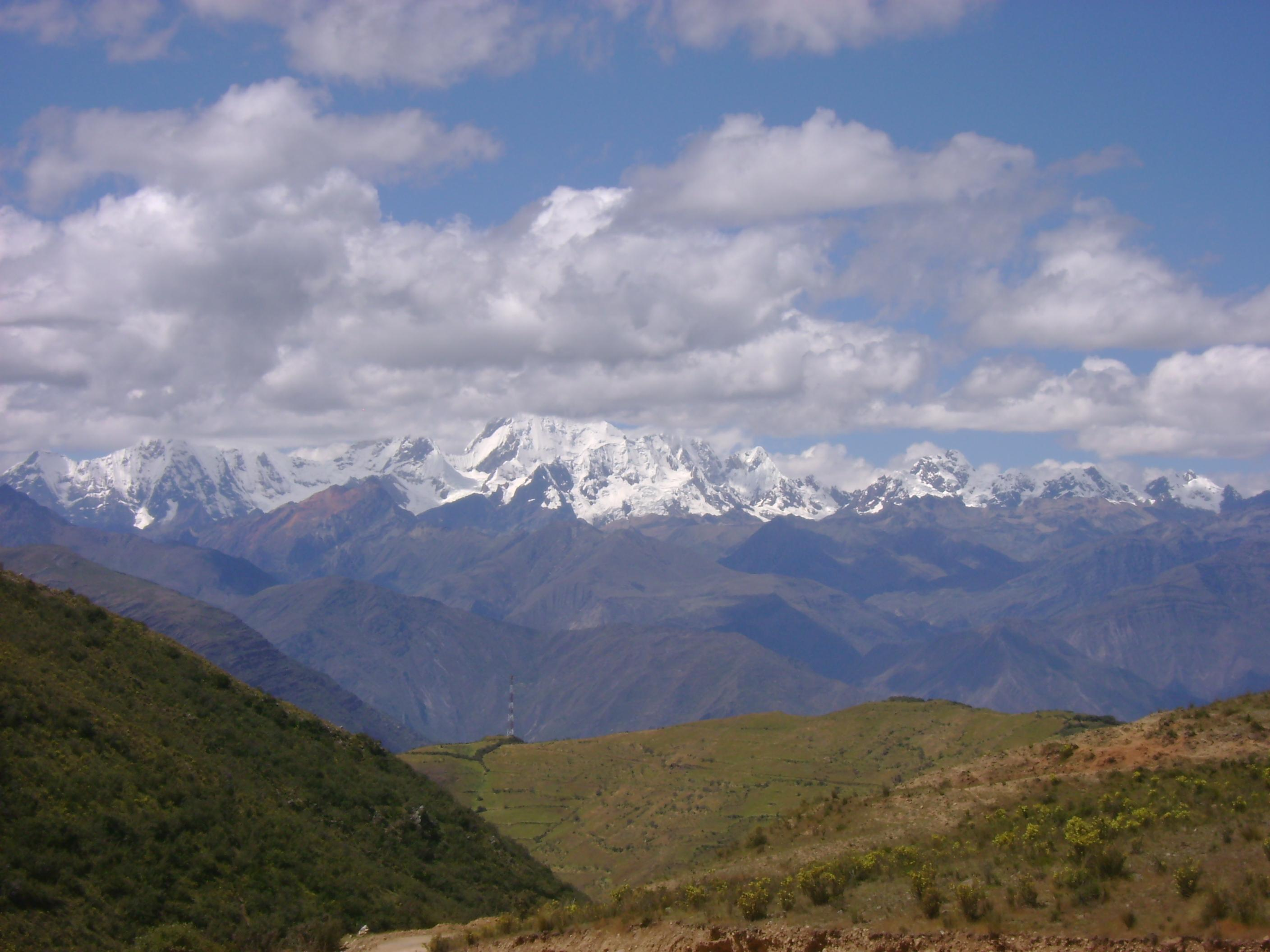
Cordillera Huayhuash
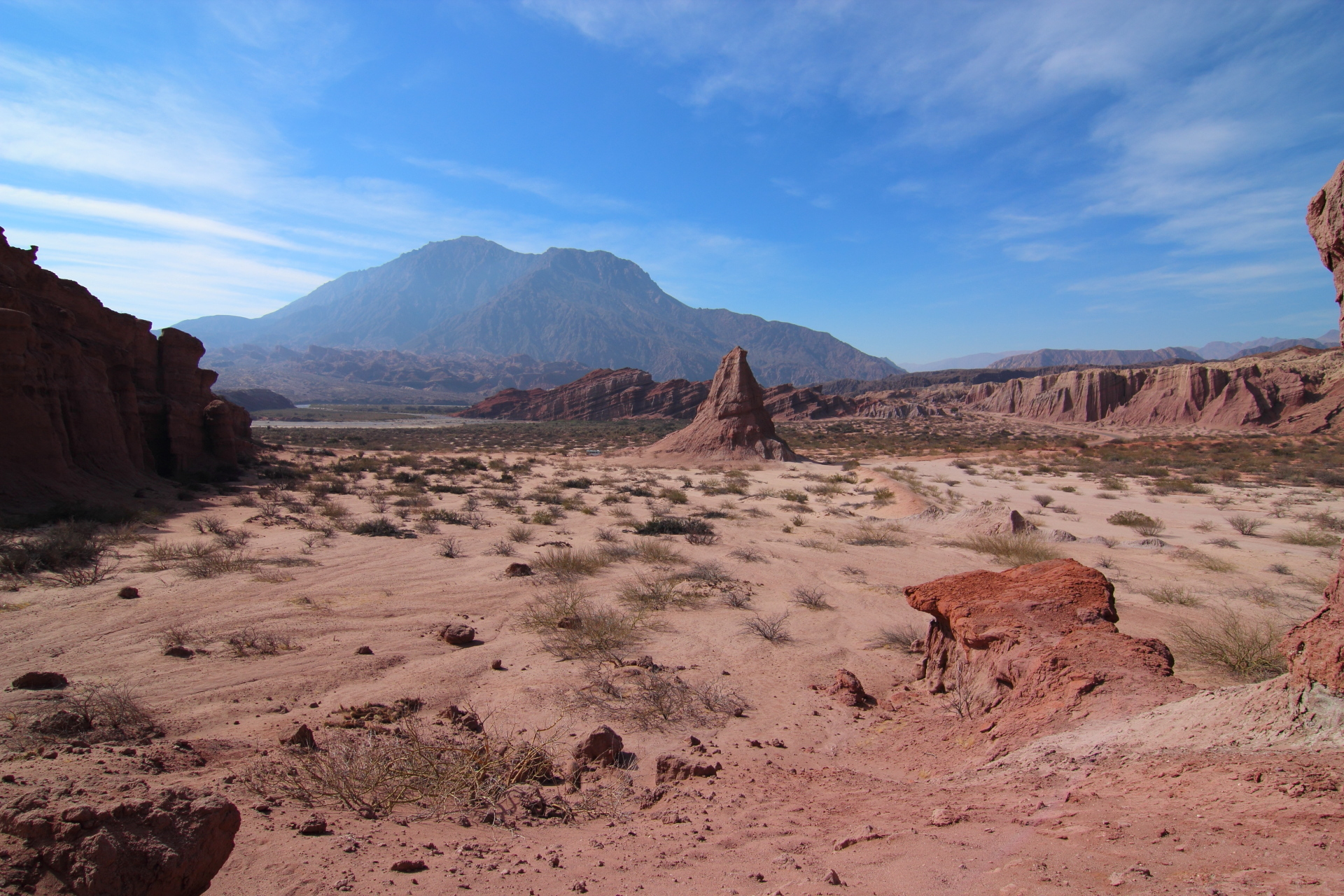
Valles Calchaquíes
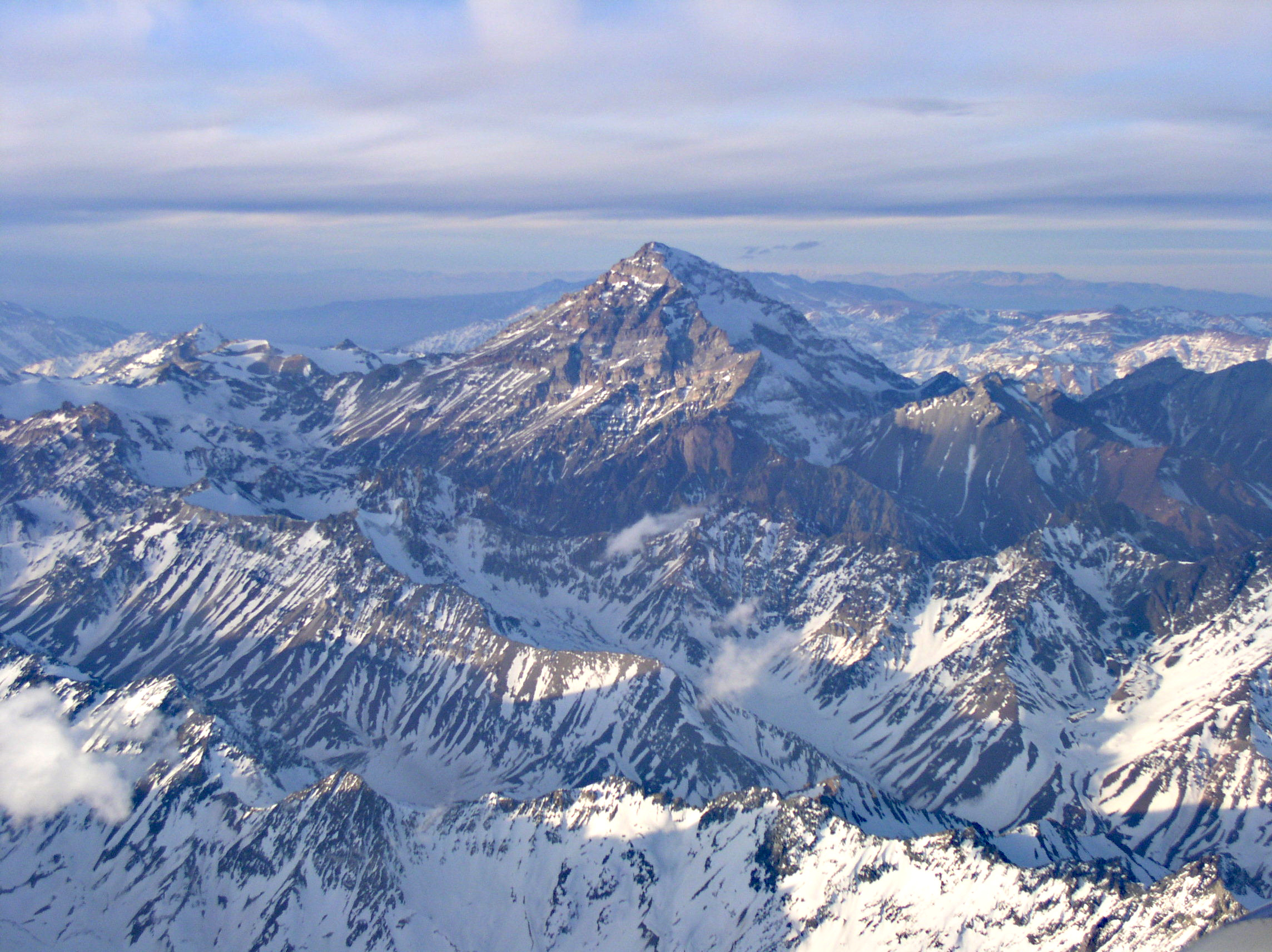
Aconcagua
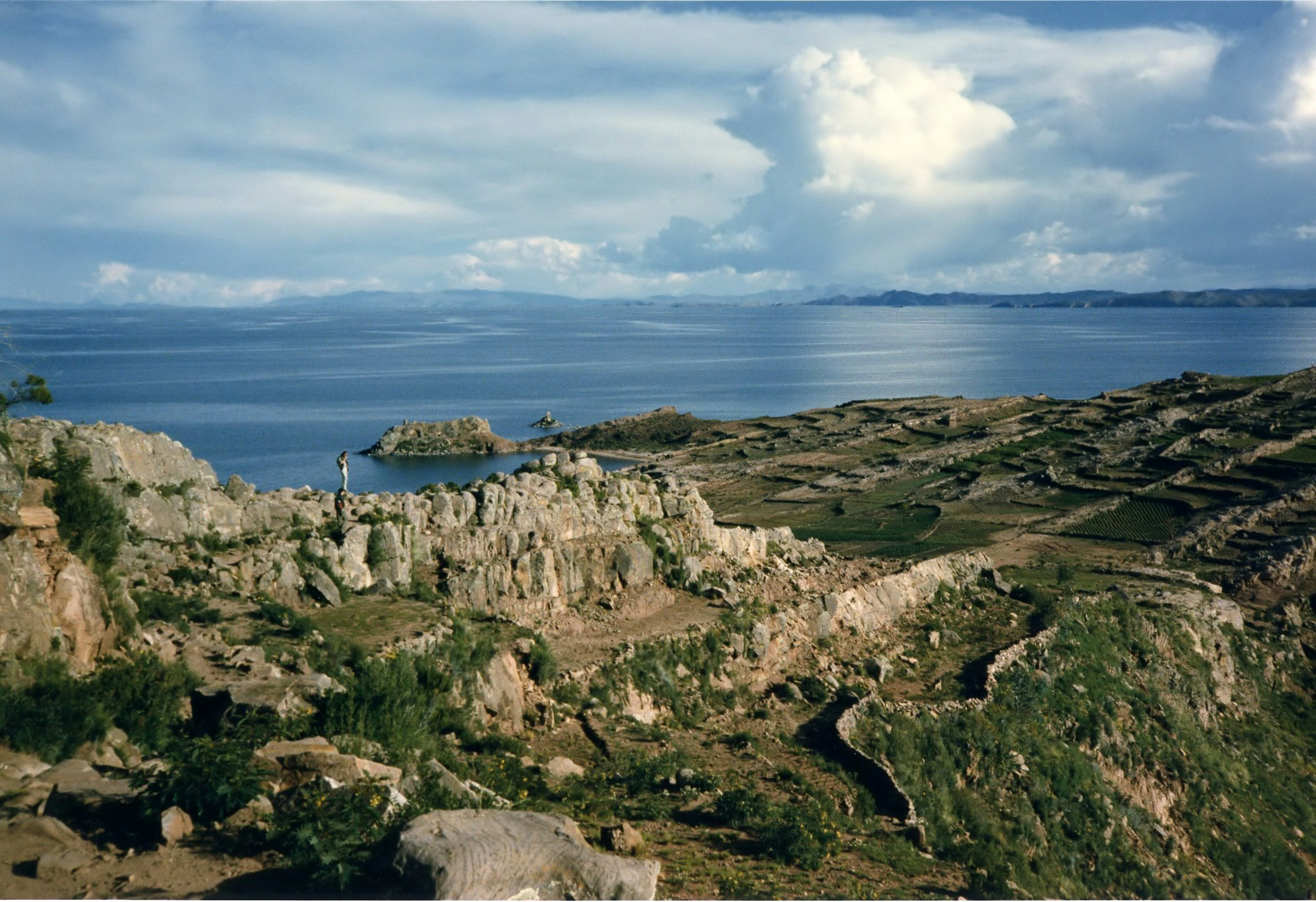
Lago Titicaca desde Taquile
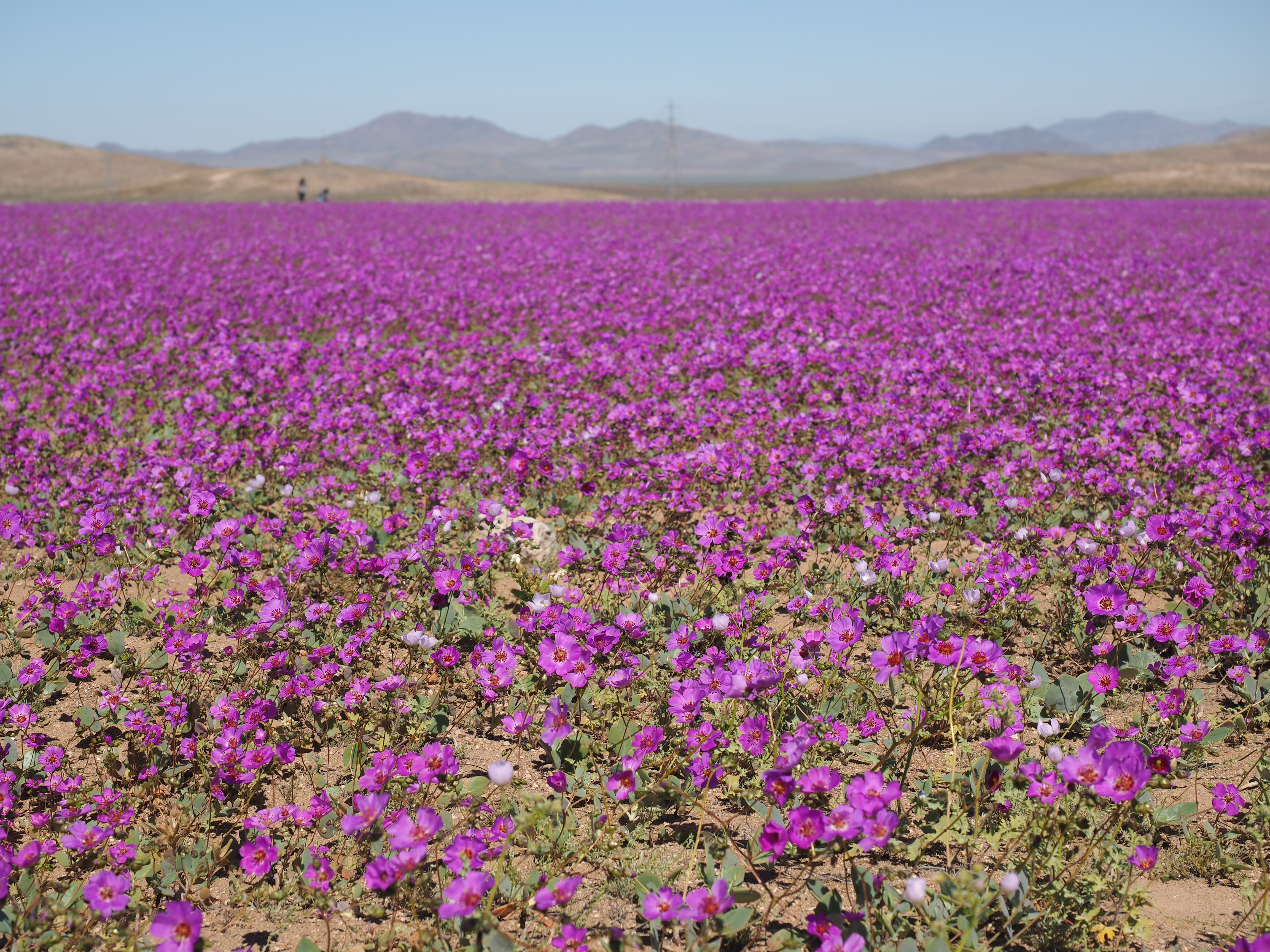
Desierto florido
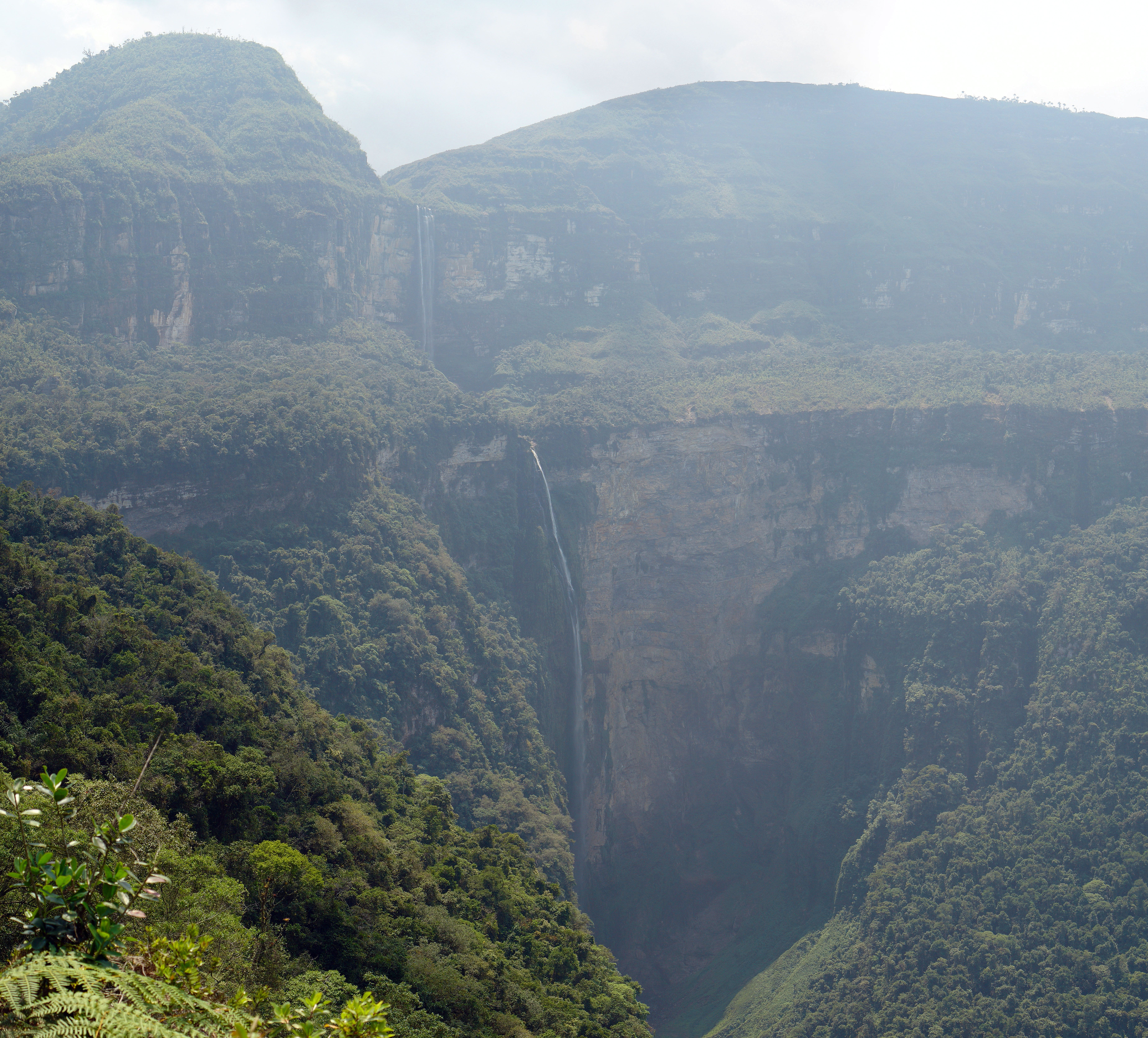
Catarata de Gocta
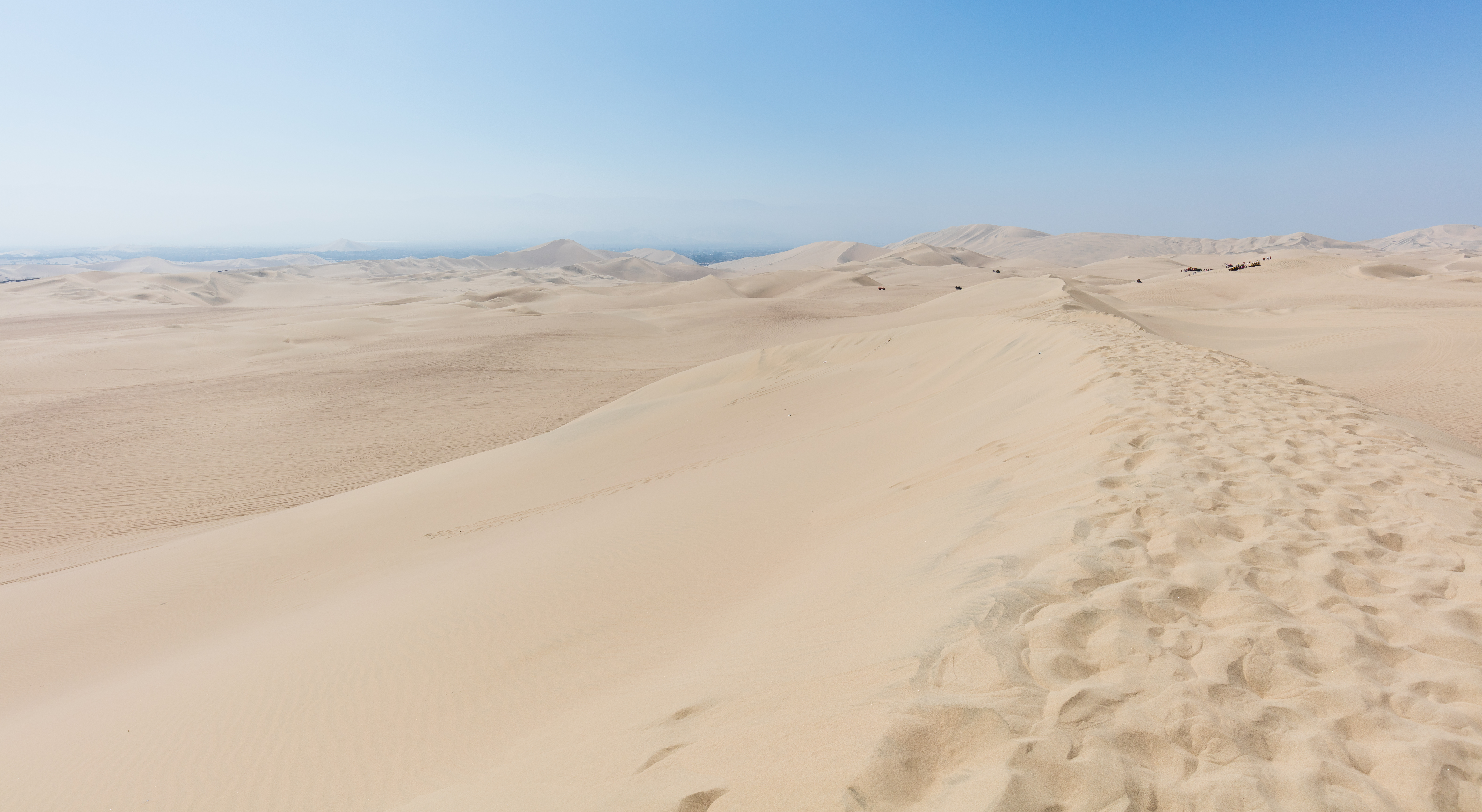
Dunas de Ica
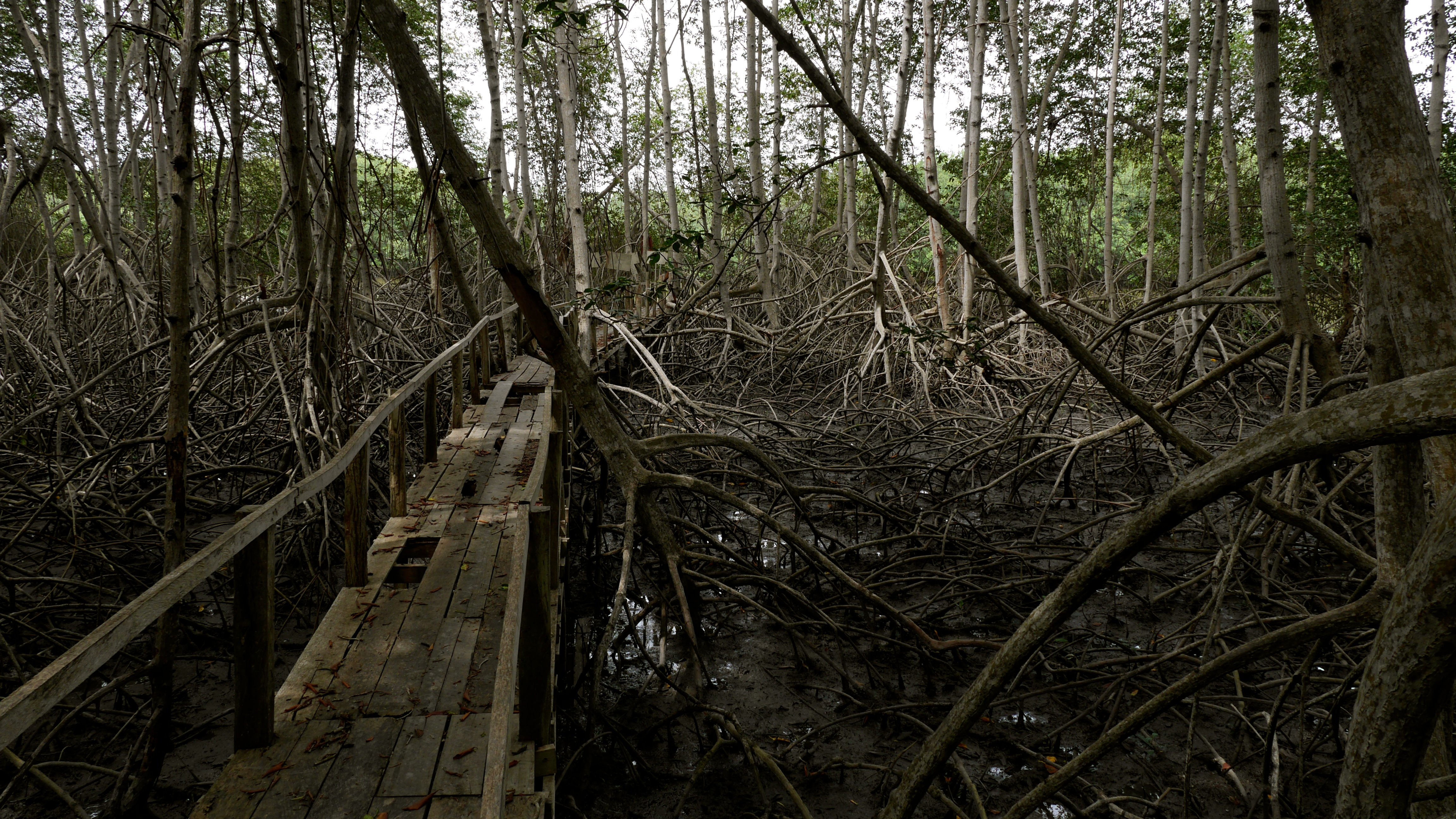
Manglares de Tumbes
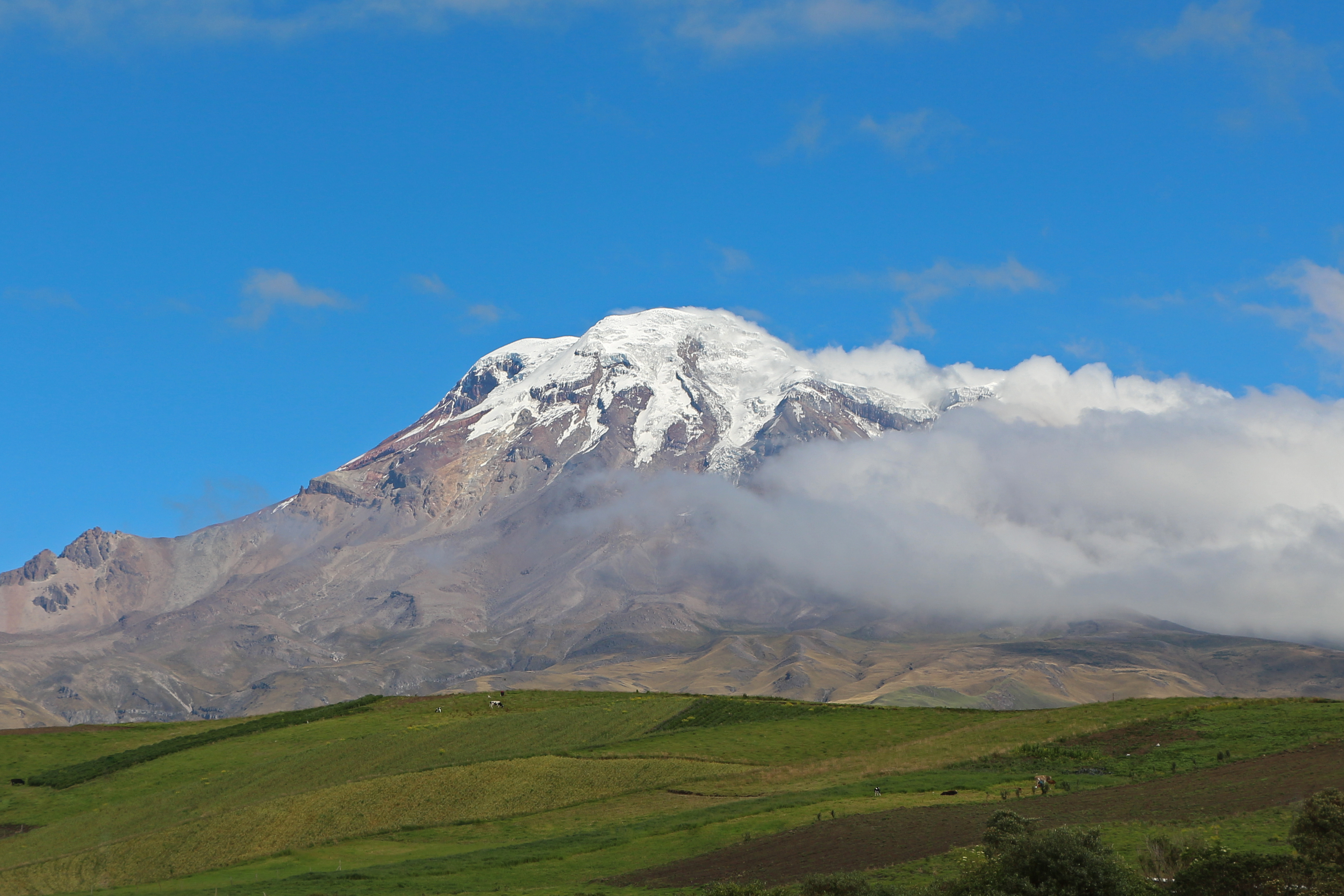
Volcán Chimborazo
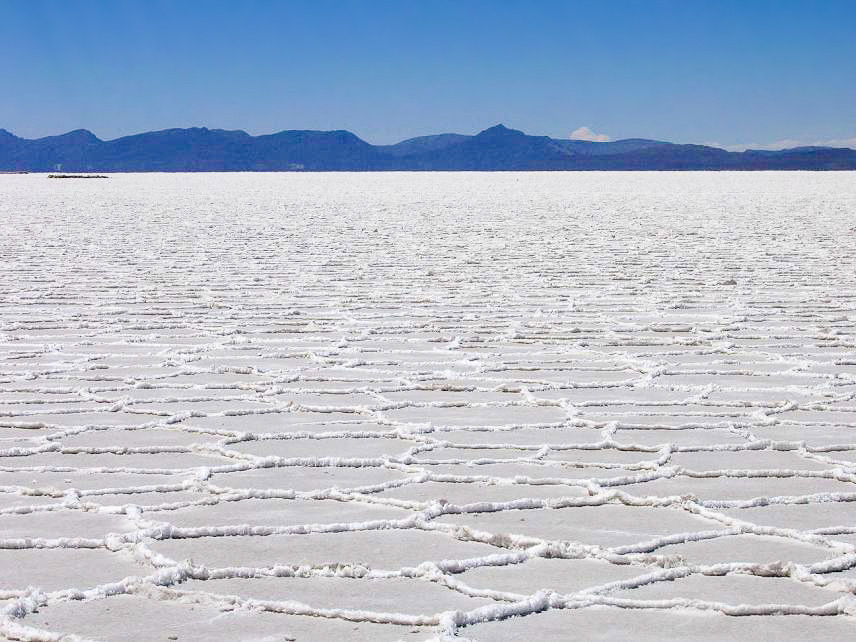
Salar de Uyuni
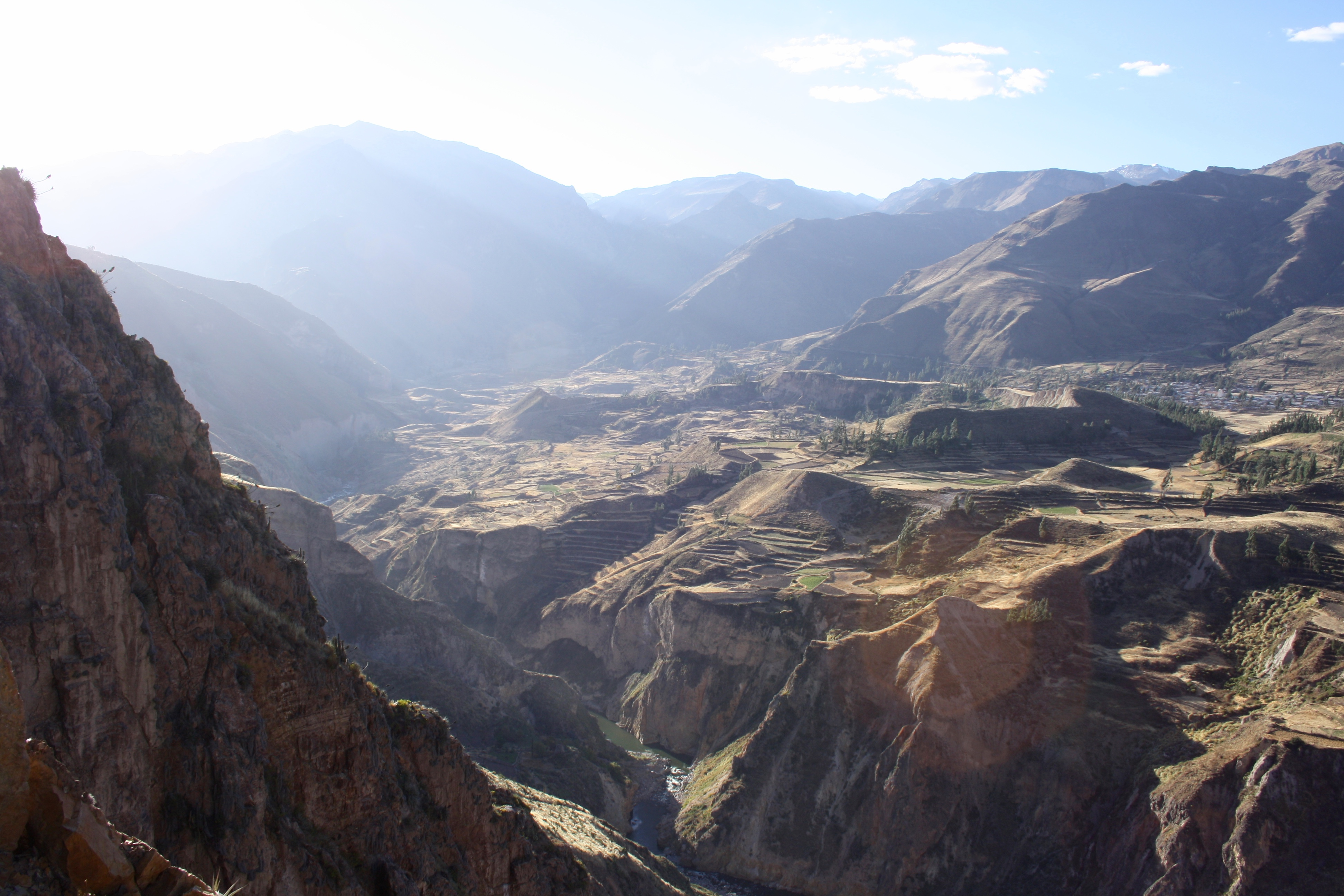
Cañón del Colca
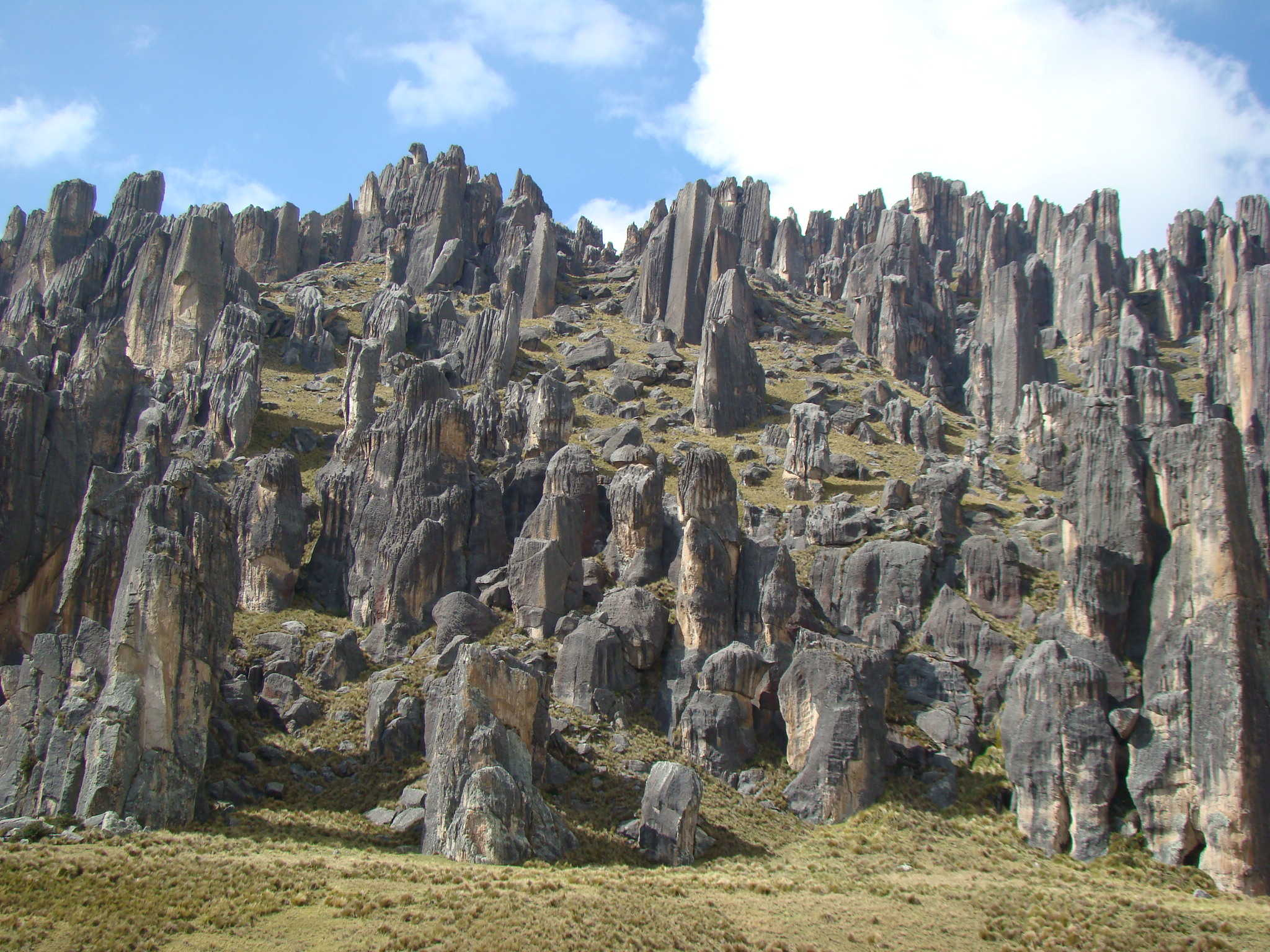
Bosque de piedras en el Santuario Nacional de Huayllay
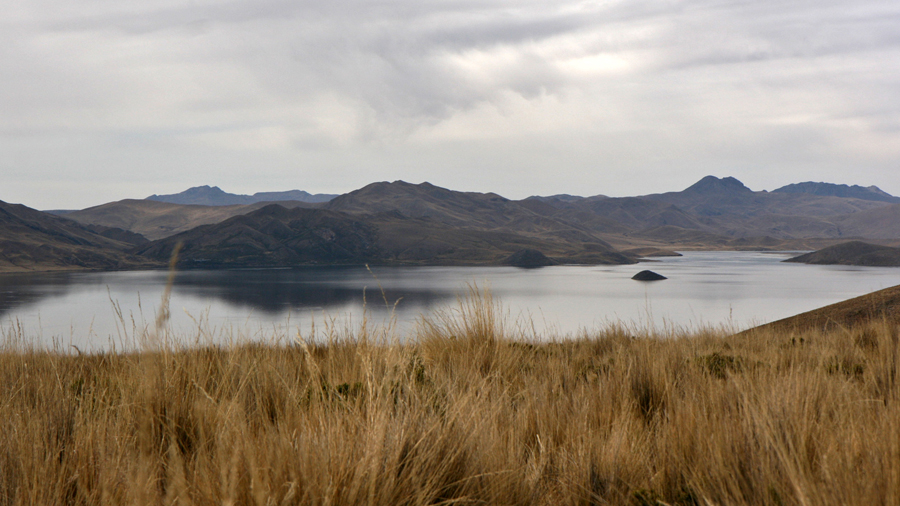
Laguna Lagunillas
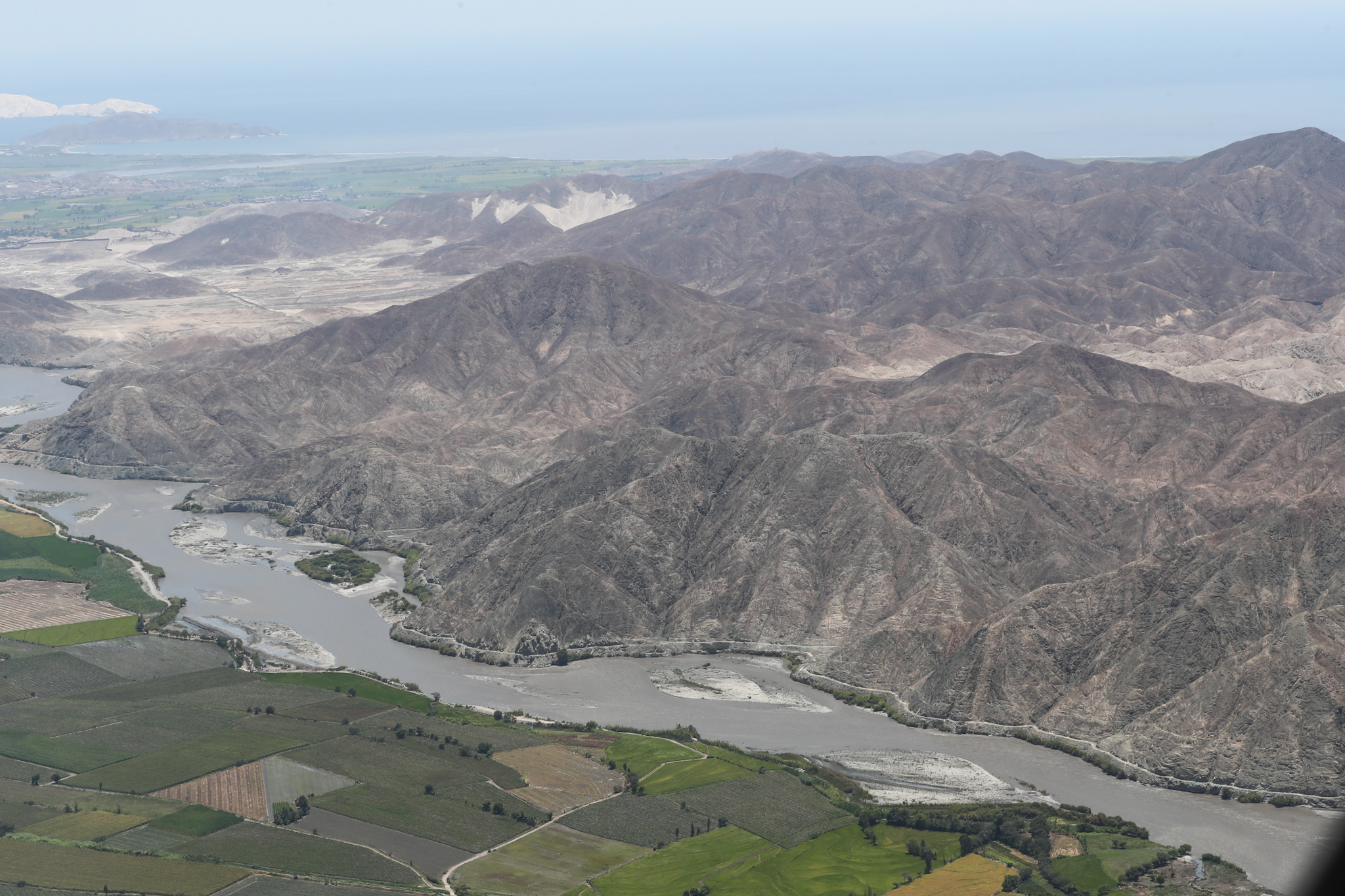
Valle del Santa
Puyas de Raymondi en el Parque nacional Huascarán
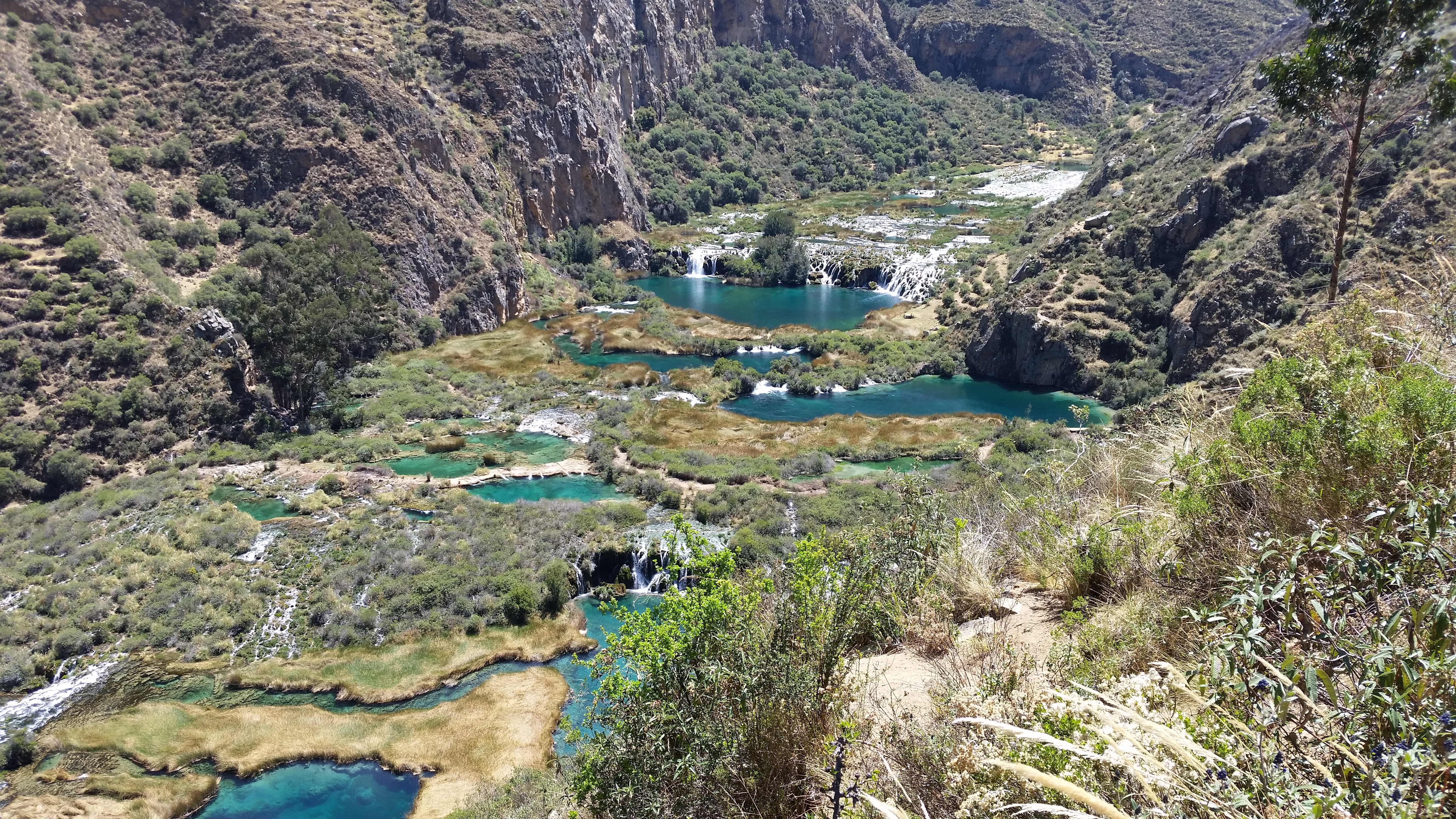
Reserva paisajística Nor Yauyos-Cochas
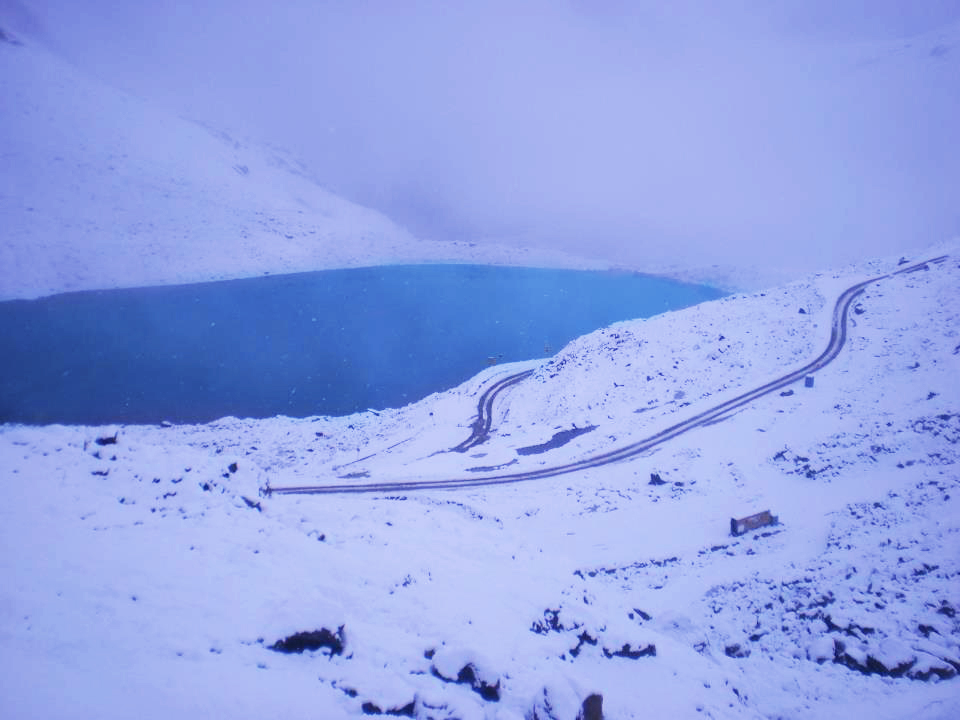
Laguna Sulla
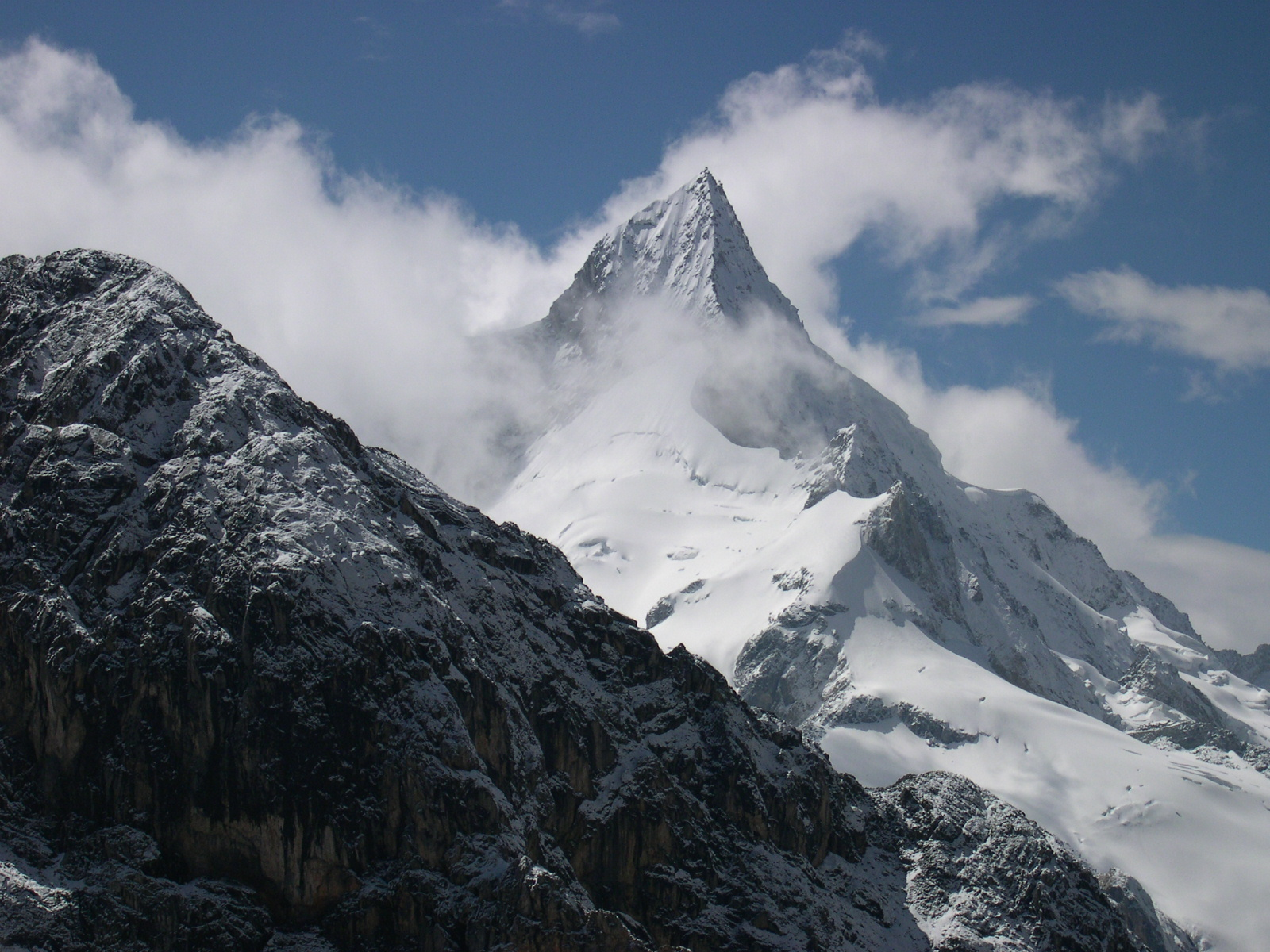
Pariacaca
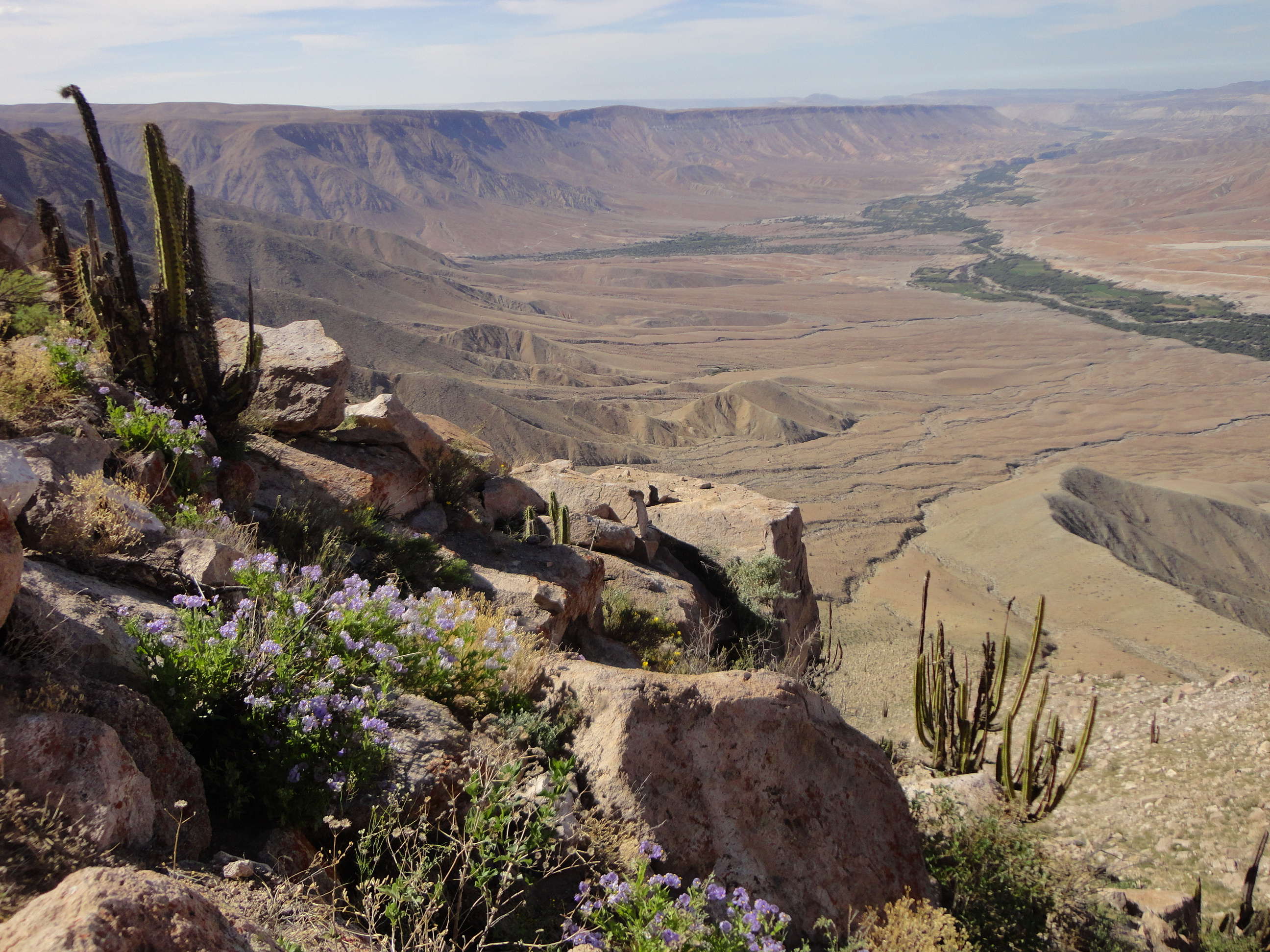
Caravelí
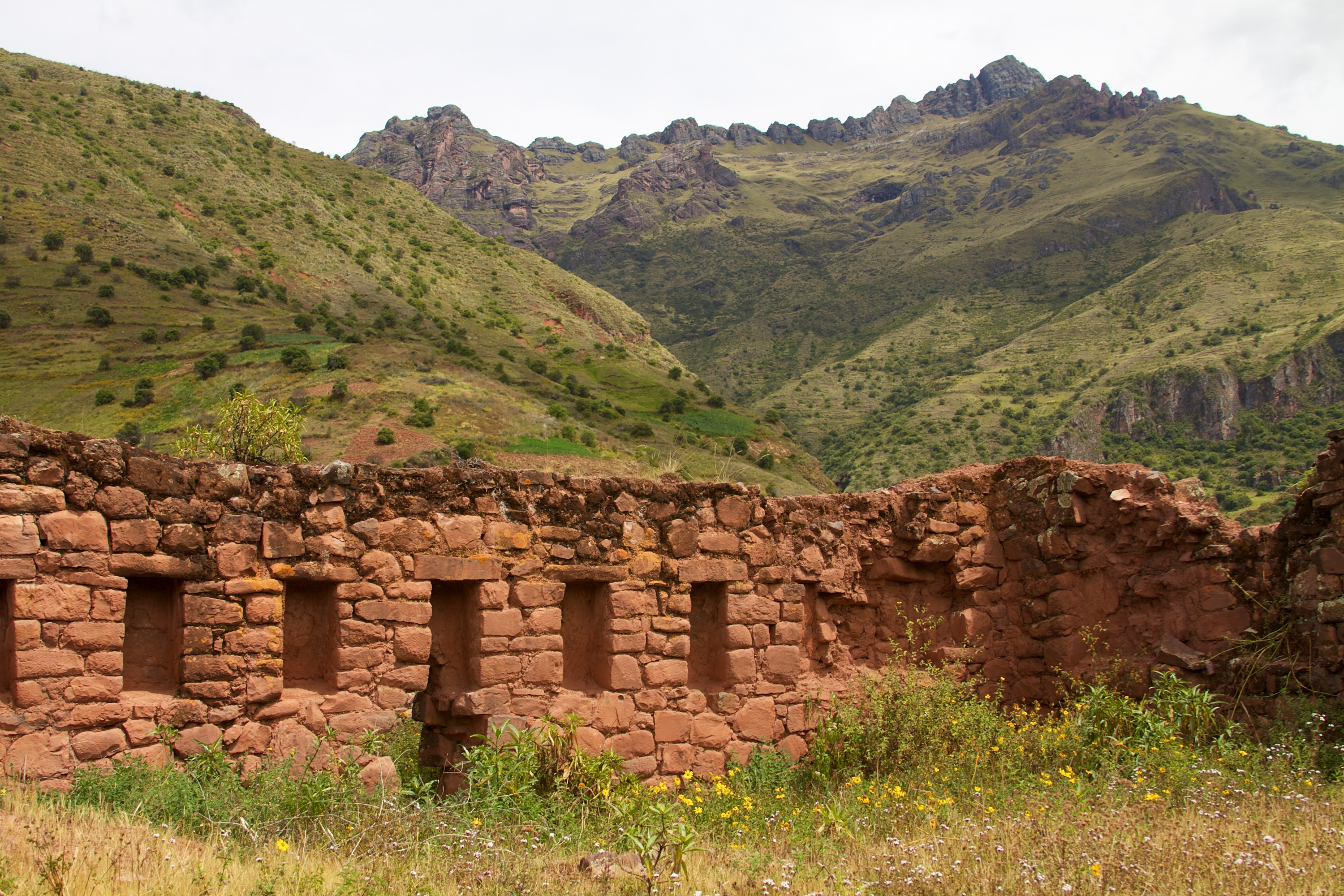
Valle Sagrado de los Incas
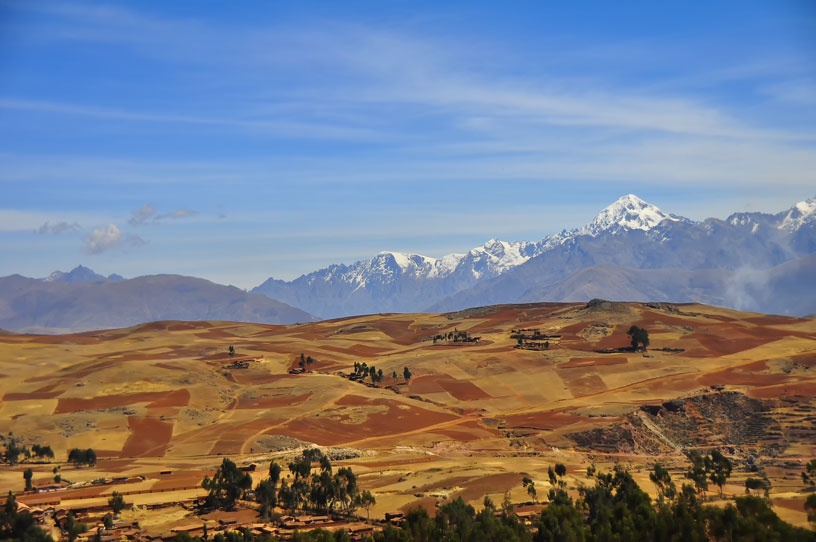
Campiña cusqueña
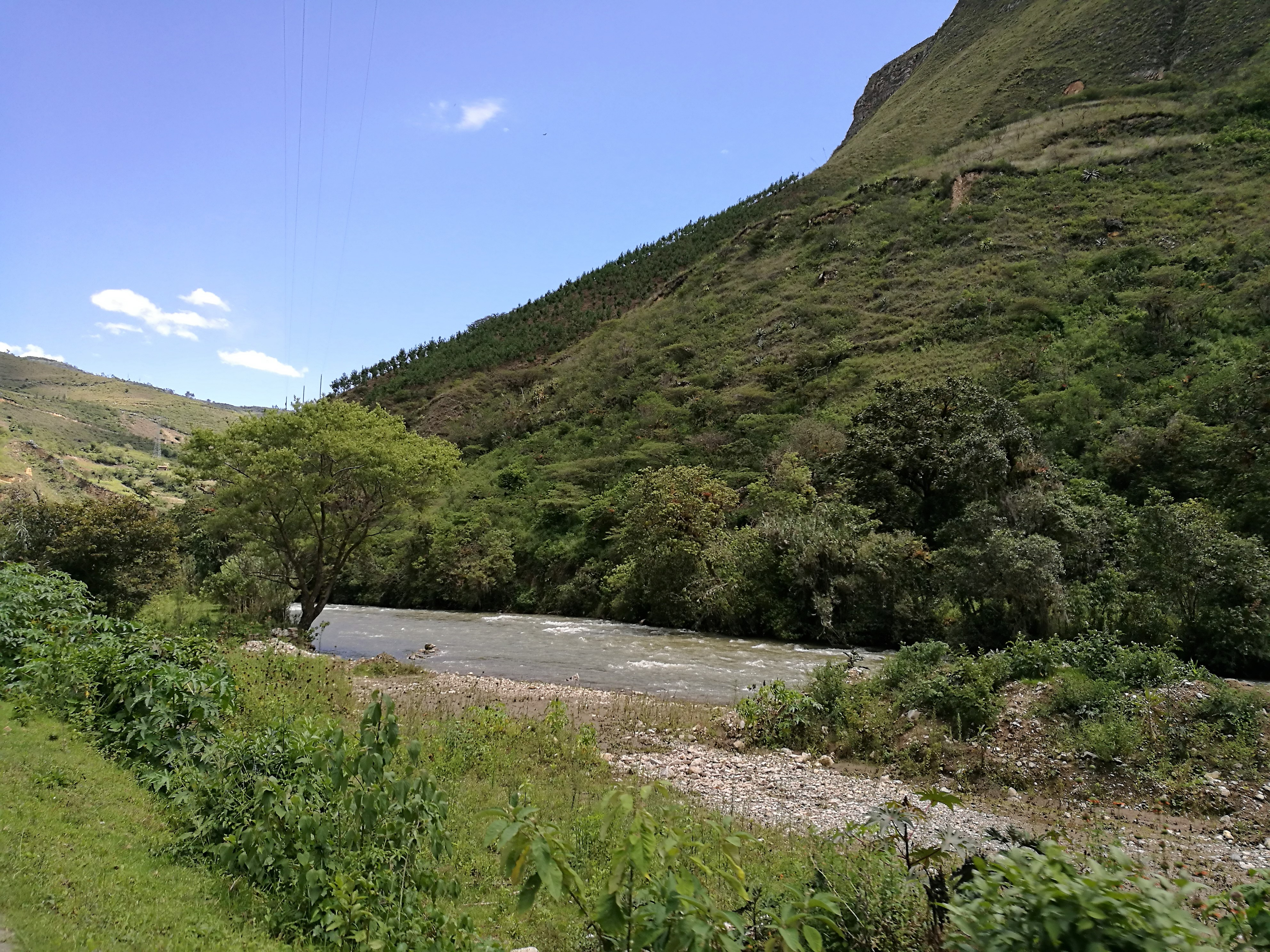
Valle del río Utcubamba
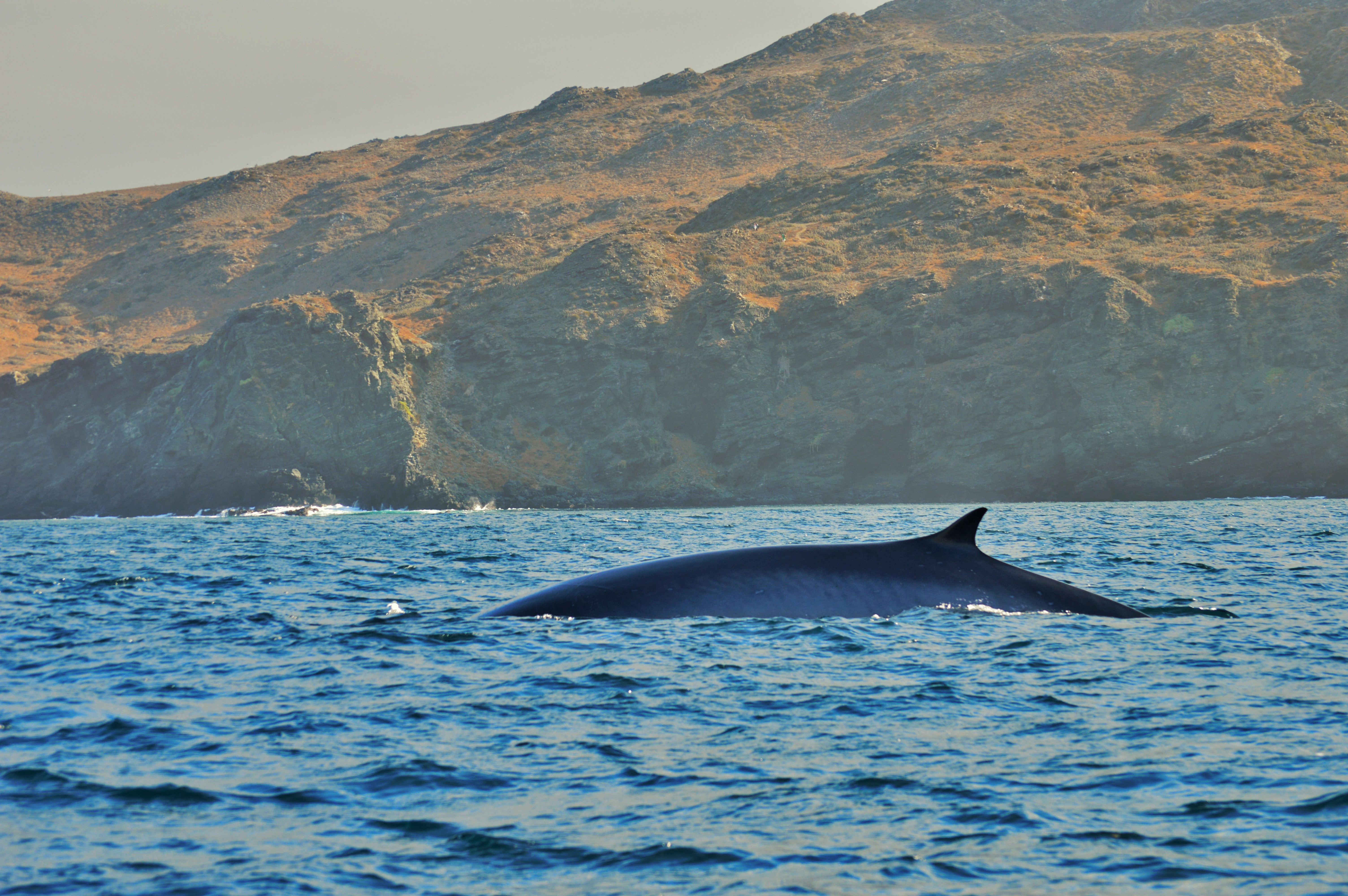
Reserva nacional Pingüino de Humboldt
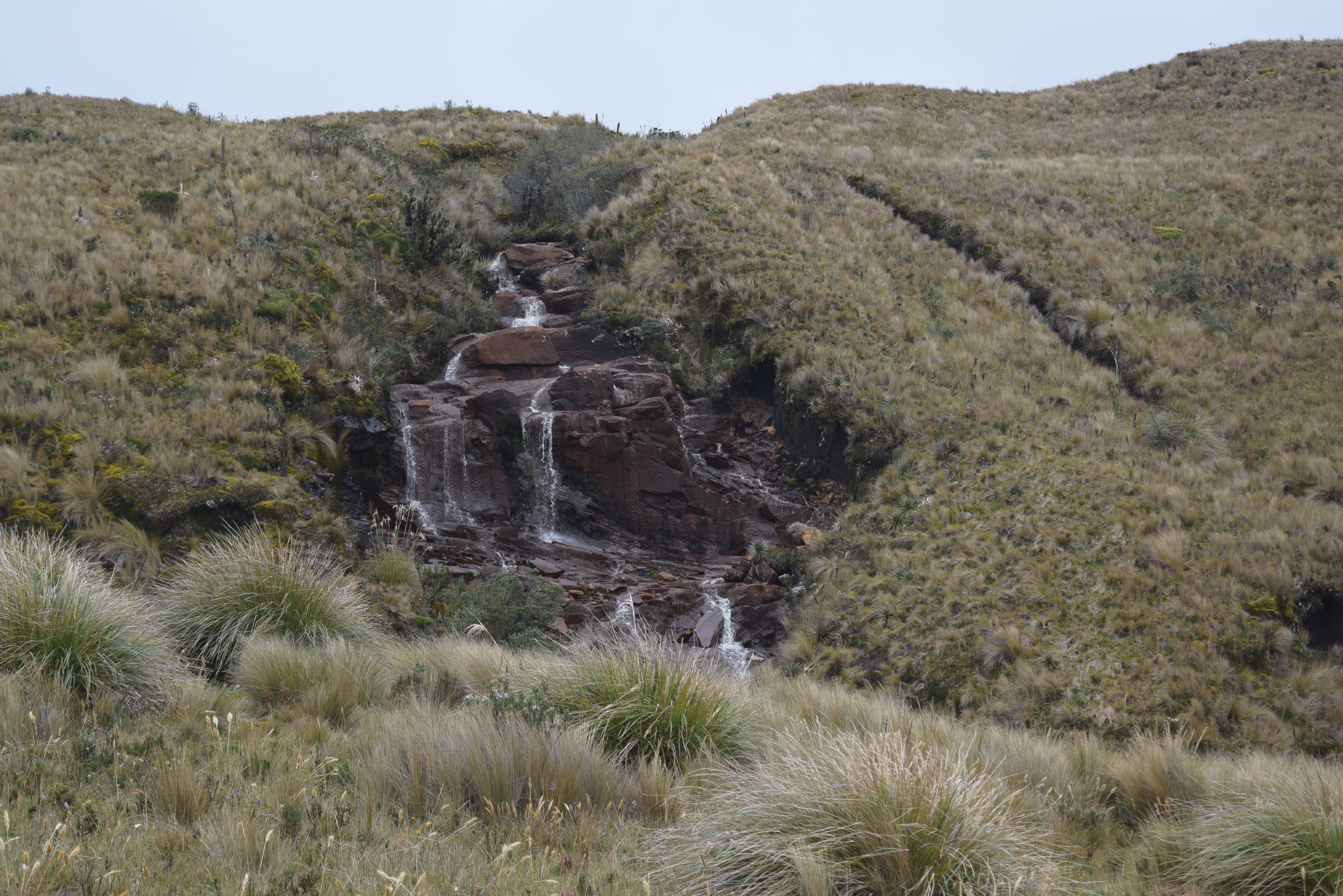
Parque Nacional Llanganates
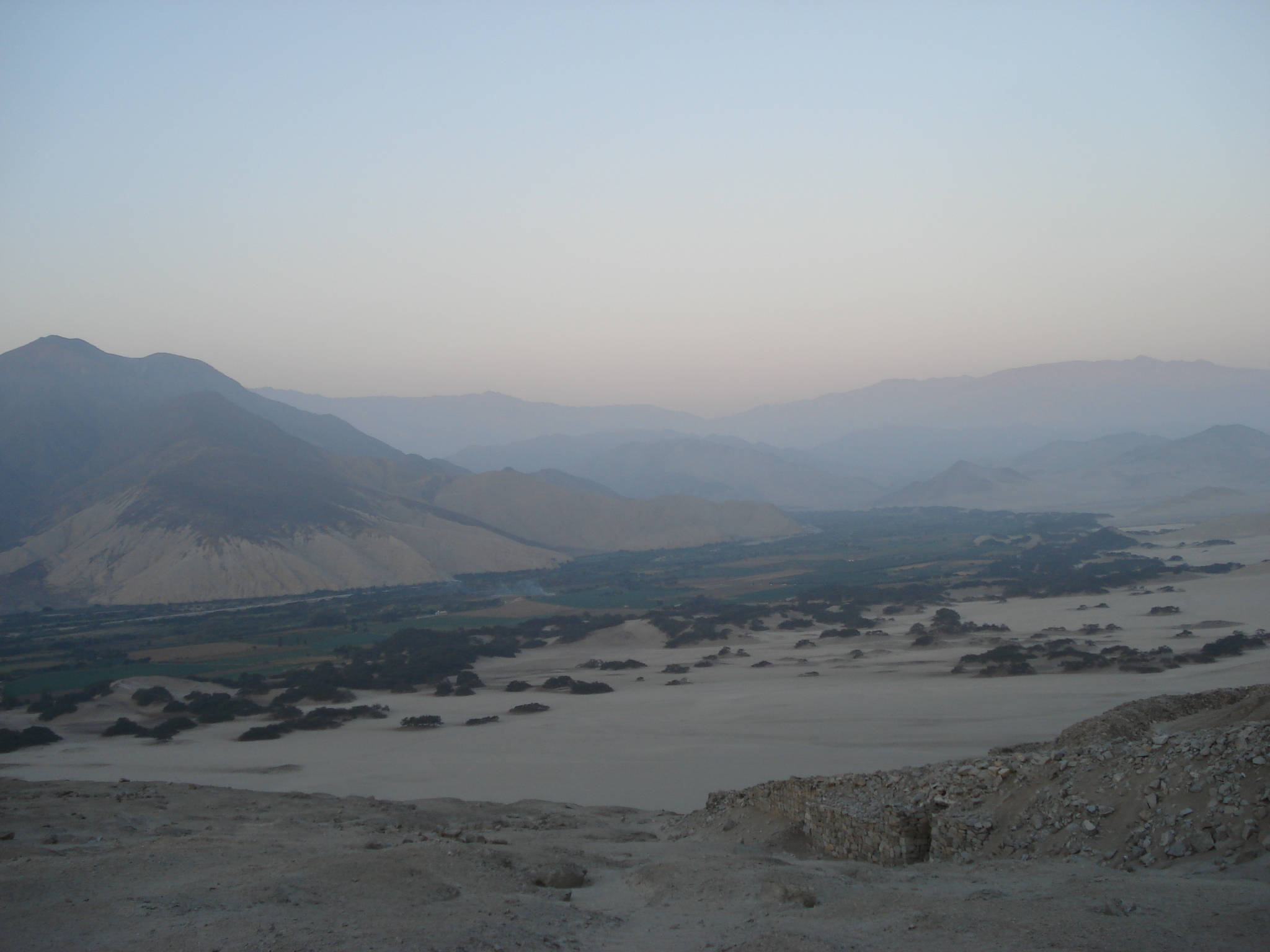
Valle de Casma desde Chankillo
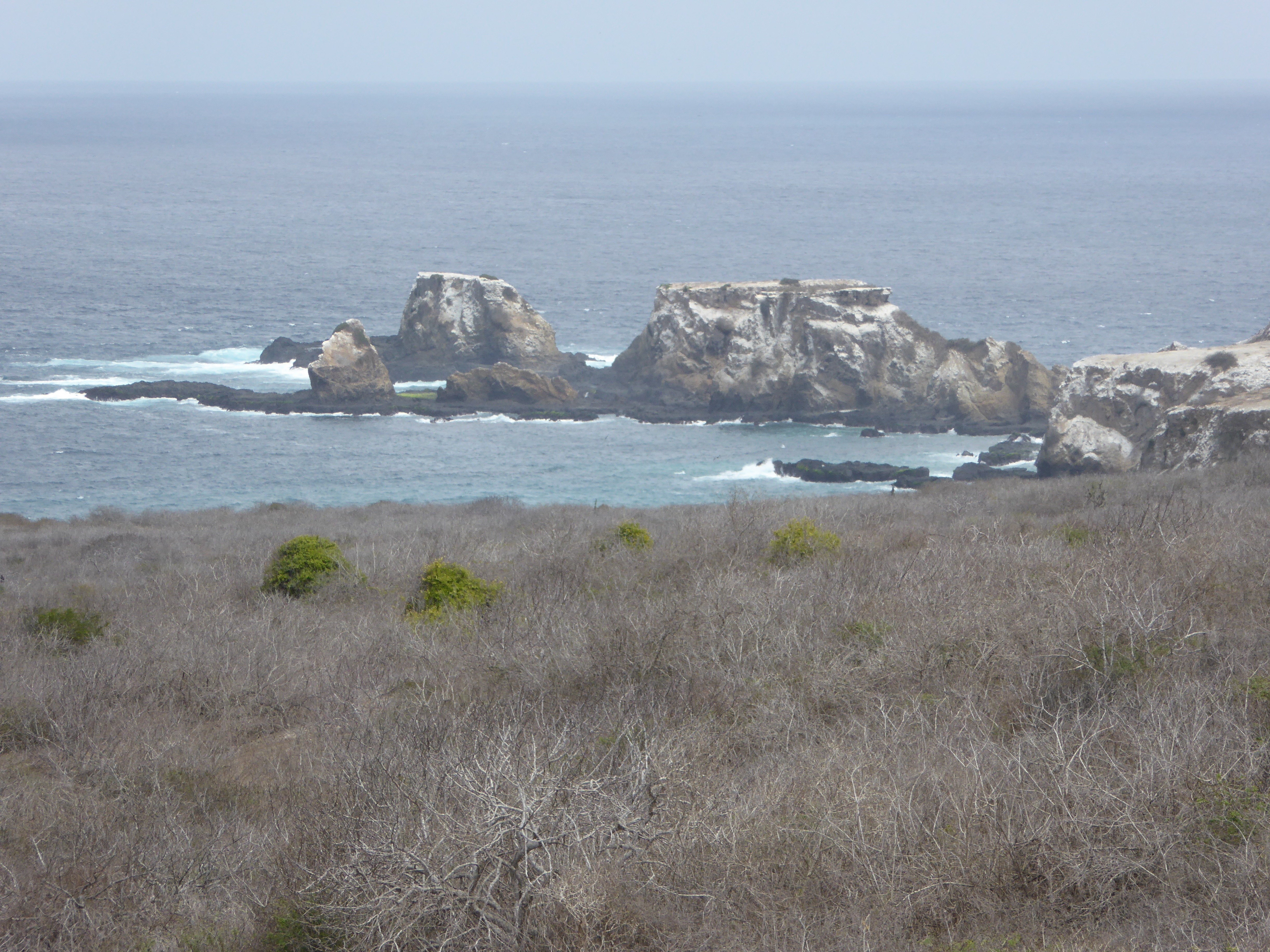
Isla de la Plata
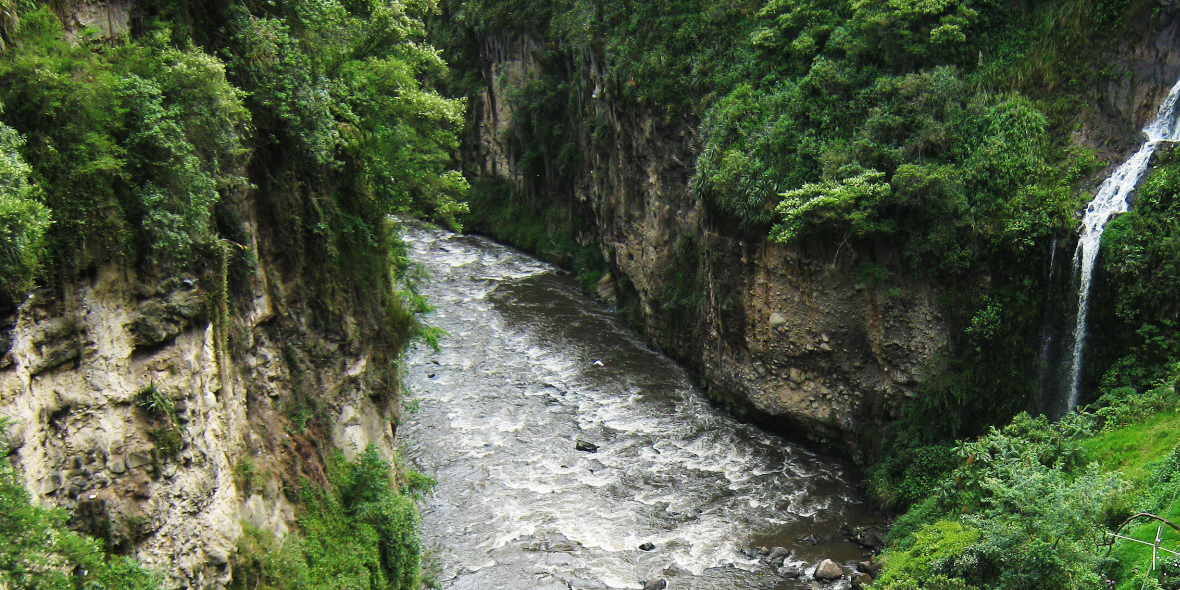
Río Guáitara
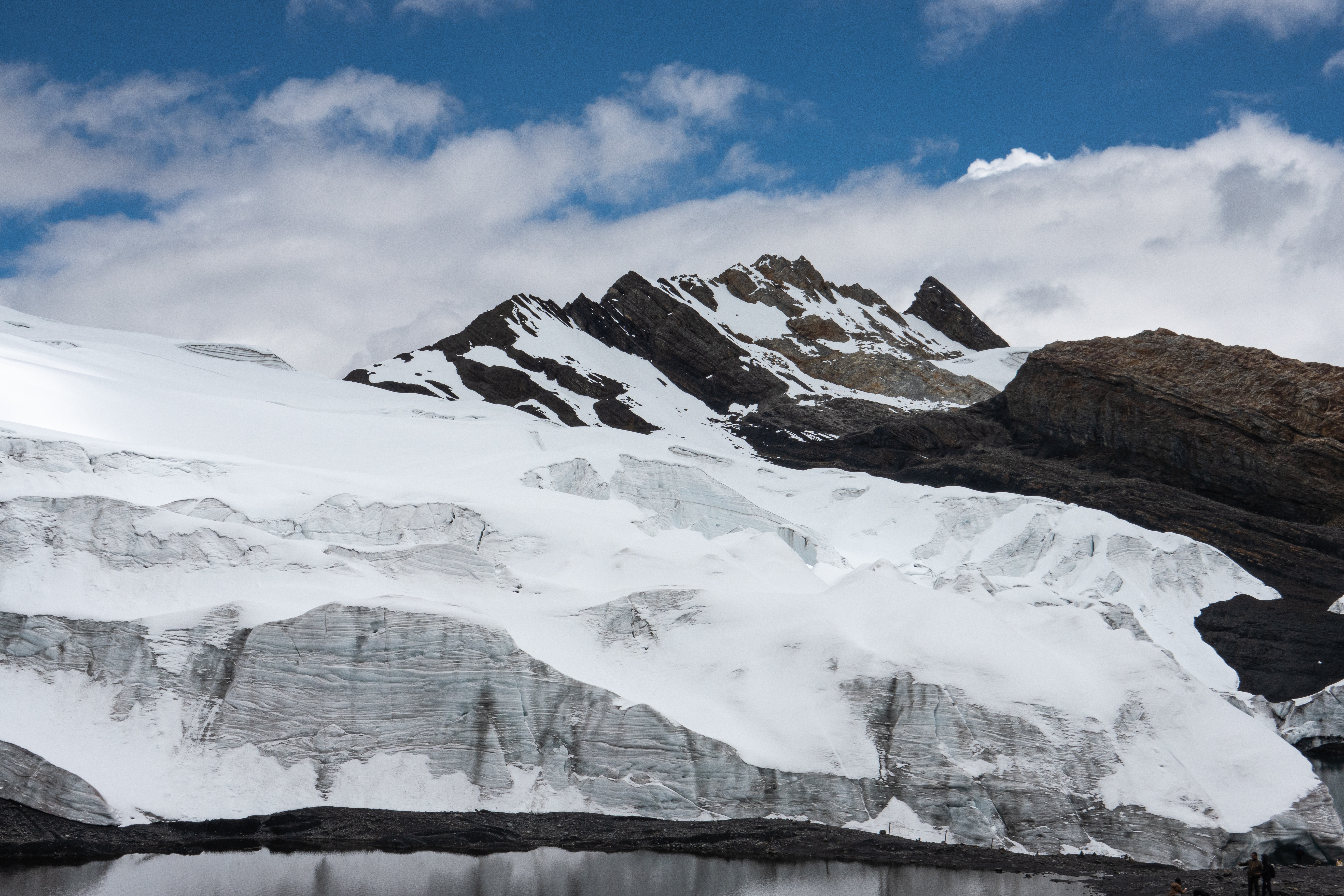
Glaciar Pastoruri
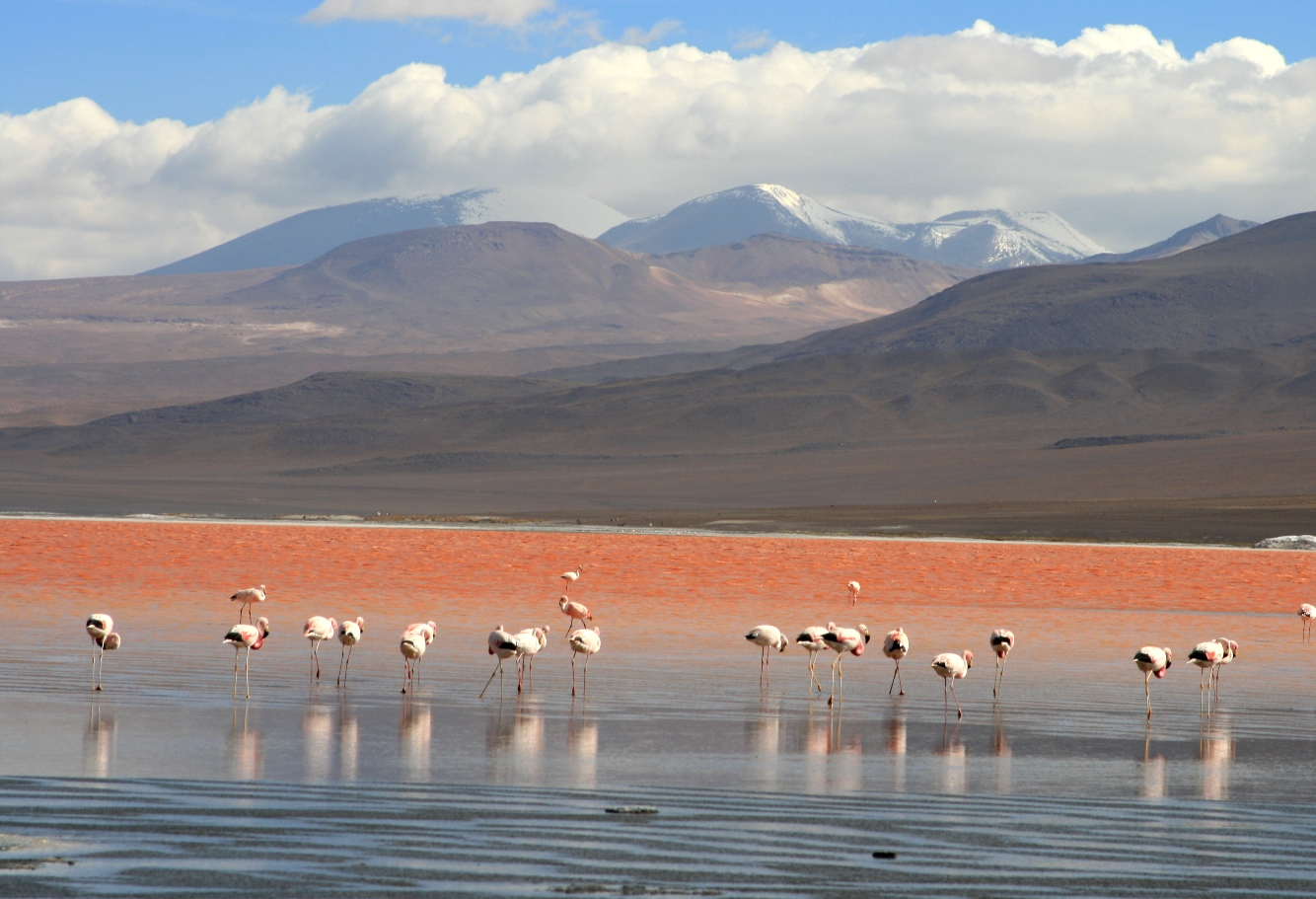
Laguna Colorada
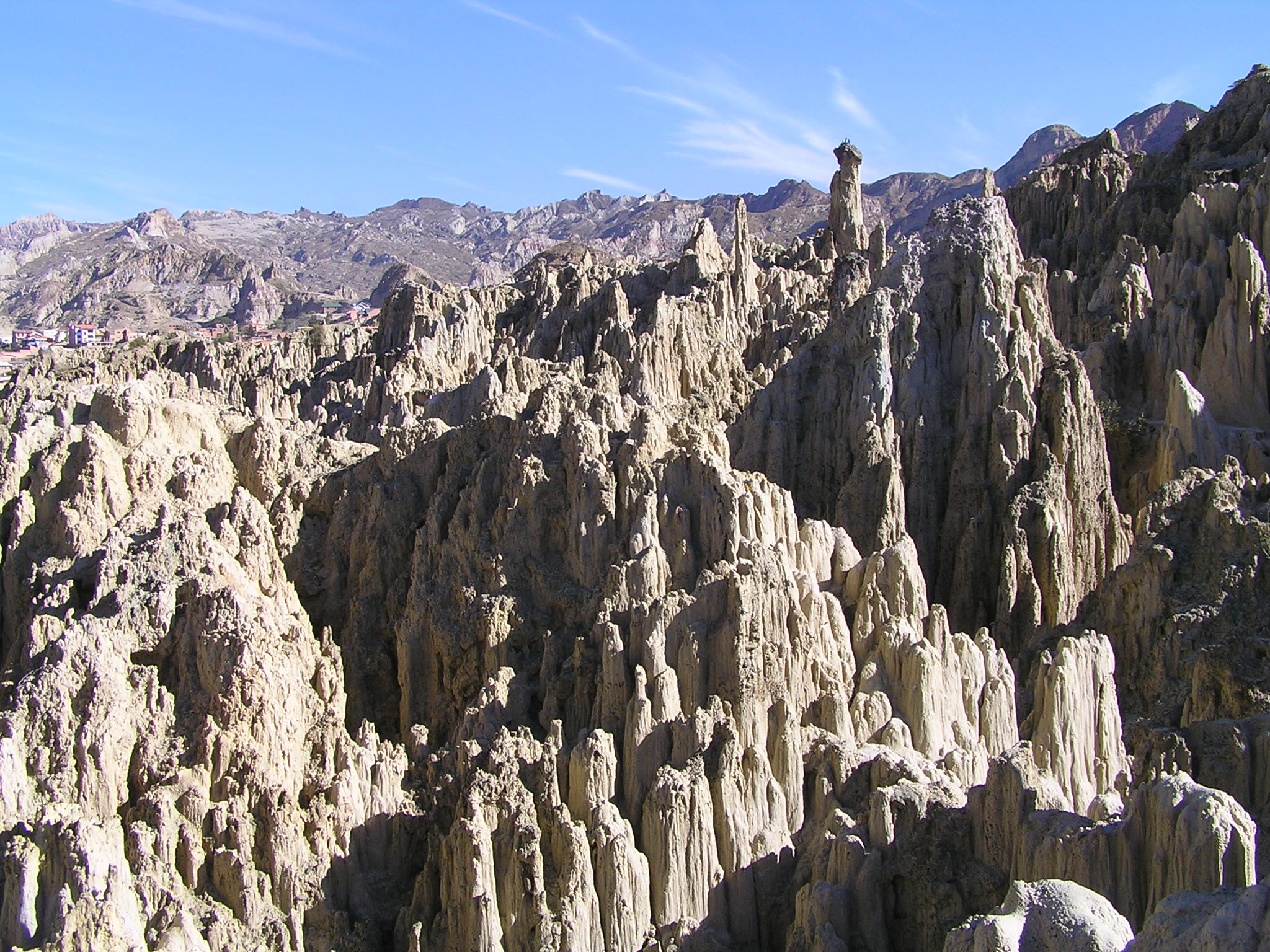
Formaciones en el Valle de la Luna
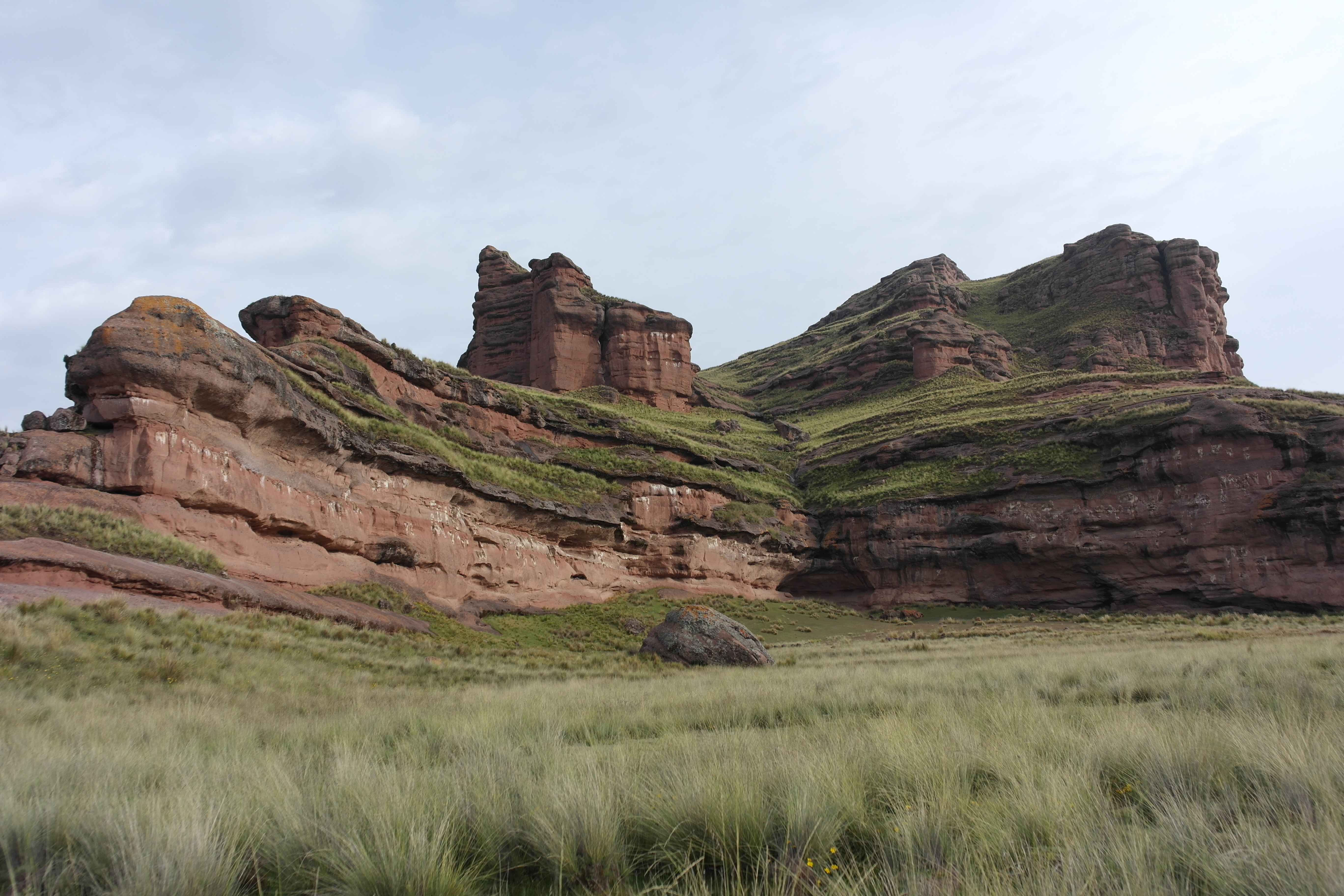
Cañón de Tinajani
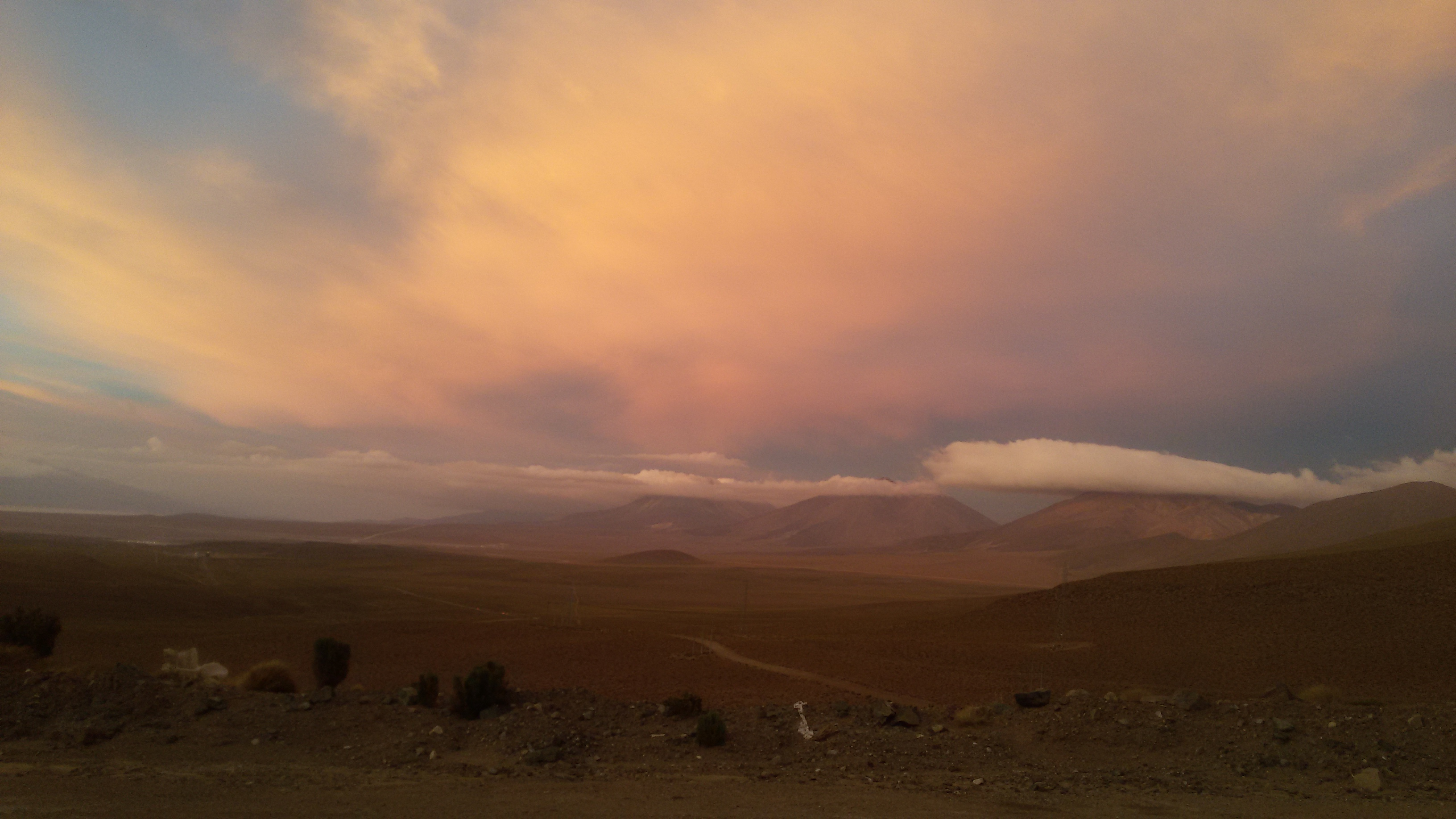
Puna altiplánica